# フットボール
フットボール（英語: football）は、得点するために指定された相手陣地のゴールにボールを蹴り込む要素を含む一群のチームスポーツの総称、または、スティックなど他の器具を使わないでボールをゴールに持ち込む競技の総称、または、足でボールを蹴る・操作する球技の総称、またその競技に用いられるボールをいう。フットボールには、
- アソシエーション・フットボール（サッカー、ア式蹴球）
- ラグビーフットボール（ラグビーリーグまたはラグビーユニオン、ラ式蹴球）
- アメリカンフットボール（米式蹴球、またはカナディアンフットボール、グリッドアイアンフットボール（英語版）)
- オーストラリアンフットボール
- ゲーリックフットボール

などがある。
これらの様々なフットボールの派生競技はフットボールコード（code: 法典）として知られている。現代のフットボールコードは、18世紀および19世紀のイングランドのパブリックスクールにおけるこれらの競技の法典化に遡ることができる。20世紀には、これら様々なフットボールは世界で最も人気のあるチームスポーツとなった。
また、通常「フットボール」と呼ぶ場合、その地域で最も人気のあるフットボールの競技を意味する。

## 各コードの共通要素
時の権力は度々『フットボール禁止令』を敷いたが、大衆のフットボールへの情熱は消える事を知らなかった。近代イングランドでは、良家の子弟のための全寮制学校、パブリックスクールを中心に、フットボールをスポーツとしてルール化する動きが現れ、これが後のサッカー（アソシエーション・フットボール）としてのフットボールのルール作成、そしてそこからのラグビーの分岐につながった。大英帝国の影響力と力によってこれらのフットボールのルールは大英帝国が支配する地域の外にも広がっていった。サッカーとラグビーは、当時世界中に存在したイギリスの植民地にも伝わり、アイルランドの旧来のフットボールに影響を与え、またアメリカ、オーストラリアで独自のフットボールが派生して行った。19世紀末までには地域ごとの独特なフットボールコードが既に発展していた。例えば、ゲーリックフットボールは地域の伝統的なフィールド競技の遺産を維持するために意図的にそれらのルールを取り入れた。1888年に、イングランドで最初のプロフェッショナルフットボール競技会であるフットボールリーグが創設された。
とはいえ、フットボールの様々なコードはいくらかの共通要素を共有している。アメリカンフットボール、カナディアンフットボール、ラグビーユニオン、ラグビーリーグの選手は試合の開始時にフィールドの限定された領域に位置取る。また、これらのコードではボールを移動させる主要な方法としてスローイングとランニングを用いる傾向にあり、限定された場合にのみキックを用いる。ボディータックルは主要な技術であり、試合は通常5-90秒のプレーの短い流れを含む。サッカー、オーストラリアンフットボール、ゲーリックフットボールはピッチ上でボールを移動させるためにキックを用いる傾向があり、手でのボールの扱いがより限定されている。また、ボディータックルの試合での役割はより低く、選手はより自由にフィールド上を移動することができる（オフサイドルールは大抵あまり厳しくない）。
フットボールの様々なコードは以下の要素を共有している。
- 2つの「チーム」は大抵11人から18人の選手からなる。人数を少なくした（1チーム5人かそれ以上）ルールも人気がある。
- 試合を行う領域が明確に決められている。
- 「点」・「ゴール」は、ボールを相手チームの陣地の端やゴールエリア、あるいはラインを越えて移動させることで得られる。
- ゴールあるいは点は選手が2つの「ゴールポスト」の間にボールを入れることで得られる。
- ゴールあるいはラインは相手チームによって「守備」されている。
- 選手は、—ルールに依るが— キック、ラン、ハンドパスによってボールを移動させる必要がある。
- 選手はボールを移動させるのに道具を使わず体のみを用いる。

全てのコードにおいて、共通の技術としてパス、タックル、タックルの回避、キャッチ、キックが含まれる。ほとんどのコードにおいて「オフサイド」ルールが存在し、得点はゴールポスト間のクロスバーの上あるいは下をボールが通過することで得られる。いくつかのフットボールルールの共通点は、ゴールラインを越えてボールを運んだ時に得点が入ること、「マーク」あるいは「フェアキャッチ」の後「フリーキック」が与えられることなどである。

## 名称

### 語源
「フットボール」という用語の起源に関しては相反する説明が存在する。「football」（あるいはfoot ball）はボール (ball) を足 (foot) で蹴る動作を意味しているという説明は広く受け入れられている。もう一つの説明は、中世ヨーロッパにおいて「徒歩で (on foot)」で行われていた様々な競技を元々意味しているというものである。どちらの説明に関しても決定的な証拠はない。

### 「フットボール」という語句の使用
「フットボール」またはその派生語は、ほとんどの場合サッカー（ア式蹴球）を指す。「フットボール」の意味する競技が、サッカーである国は、イギリス、インド、アルゼンチン、ジャマイカ、シンガポール、スイス、ルクセンブルク、トリニダード・トバゴ、ハイチ、ブラジルなどがあり、20世紀にイギリスやフランスから独立した国はその影響を大きく受けている。フランス語では英語綴りと同じくfootballが「サッカー」を指す。
ドイツ語では、footをFußに翻訳して、Fußballが 「サッカー」を指す。ただしドイツでは外来語としての英語綴りのfootballがアメリカンフットボールを指す意味で広く使われている。
しかし、一部の国によって事情はかなり異なっている。例えば、アメリカ合衆国では、「フットボール」はアメリカン・フットボールを意味し、カナダでは カナディアン・フットボールまたはアメリカン・フットボールを指し、オーストラリアでは、地域によってラグビーまたはオーストラリアン・ルールズ・フットボールを表す。 アイルランドでは、ゲーリック・フットボール、あるいはサッカーを指す。つまり、その国で一番人気のあるフットボール競技が「フットボール」と呼ばれる。
「フットボール」の意味する競技が、ラグビーである国は、ニュージーランド、南アフリカなどである。

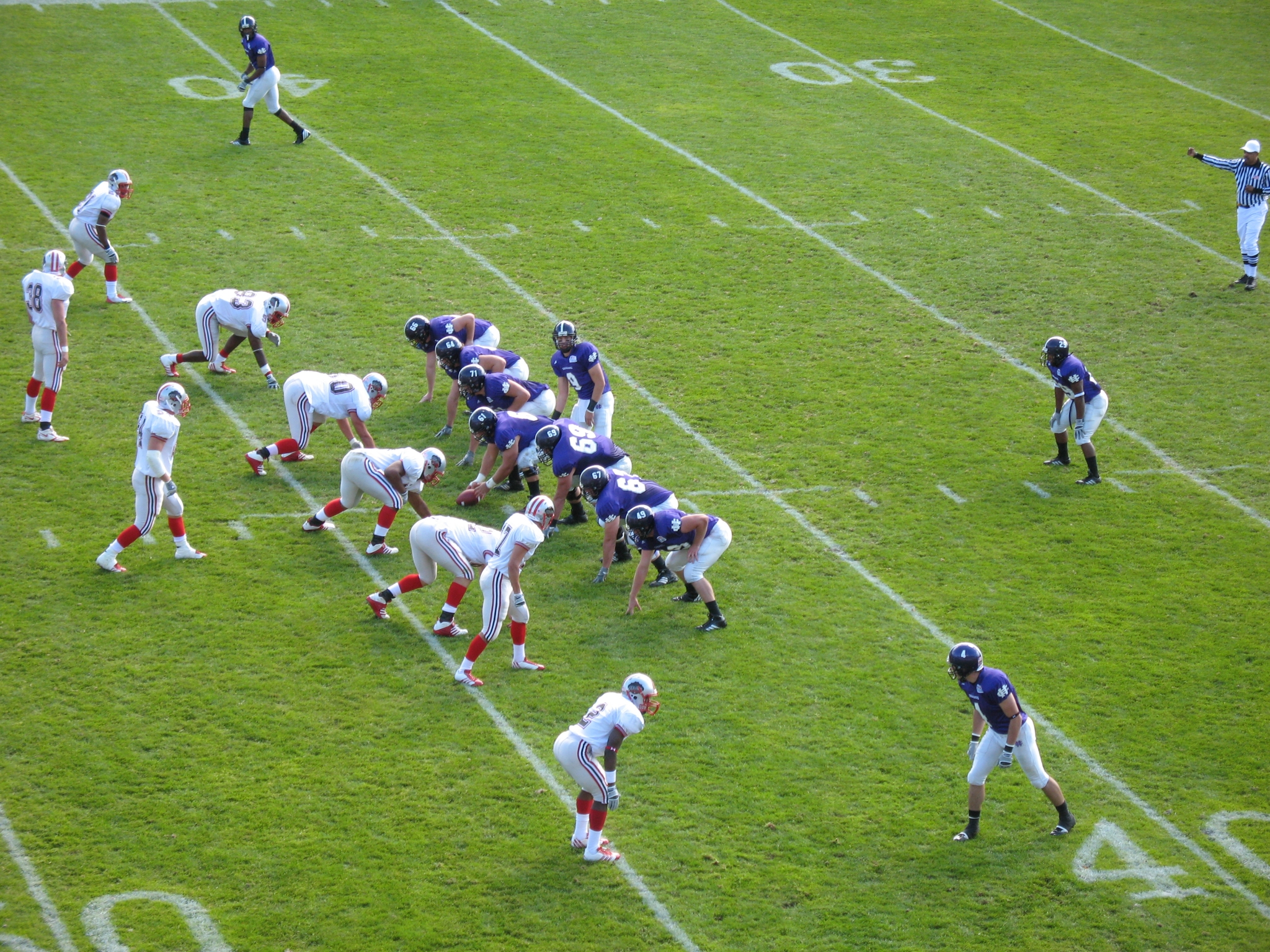
アメリカンフットボールの試合でスクリメージラインに集まる選手。

アソシエーション・フットボールは、その他のフットボール競技が支配的な地域（アメリカ合衆国、カナダ、アイルランド、オーストラリア、ニュージーランド等）では一般形に「サッカー」として知られている。カナディアンフットボールがより人気のあるフランス語圏ケベック州では、カナディアン・フットボールが「フットボール」として知られ、アソシエーション・フットボールはle soccerとして知られている。英語が公用語あるいは主要な言語であるFIFAに加盟する45の協会のうち、ほとんどは現在組織の公式名称に「フットボール Football」の語を使用している。カナダおよびアメリカ合衆国は名称に「Soccer」を使用している。
いくつかのFIFA加盟協会は最近「Football」を使用するように標準化している。オーストラリアのサッカーの統括団体は2007年に名称をサッカーからフットボールに変更した。ニュージーランドもまた、「国際的な競技がフットボールと呼ばれる」と述べ、名称を変更した。サモアは2009年に名称を「Samoa Football (Soccer) Federation」から「Football Federation Samoa」に変更した。
日本で最も人気があるフットボールはサッカーであるが、サッカーを示すために単体でフットボールという用語はあまり使われずに、サッカーと呼ばれる。文脈上確実にサッカーである場合はフットボールという場合もある。以前はアメリカン・フットボールのことを示していたが、アメリカン・フットボールもアメフトと省略されて呼ばれることが多くなった。ドイツと同様に外来語としてのフットボールは「アメリカンフットボール」を示す場合が多い（「サッカー、ラグビー、フットボールと」いう言い回しなど。）。ただし、サッカー部を英語表記する場合にfootball club とする場合が多い。また、明らかにサッカーの話が文脈にある場合はサッカーを示す意味でフットボールという言葉が使われる。
日本のサッカーの統括団体である日本サッカー協会の日本語表記では「フットボール」という語を用いていないが、英語表記では「Japan Football Association」としている。またJFAという略称も使っている。なお、FIFAの日本語訳は「国際サッカー連盟」である。

## 起源
今日「フットボール」として総称されるこれら一連の競技の歴史は定かではないが、これに近い競技がローマ帝国の時代に既に行われていたと言われている。また、サッカーに見られる様な「ボールを蹴って運ぶ」という要素は、古代中国や日本の蹴鞠にも見られる。フットボール競技は、主にイングランドで発展、分化し、その一つとして、中世の「懺悔火曜日のフットボール」のような荒唐無稽な「祭り」としてのフットボールになった。一方、イタリアでは『カルチョ』として発展した。これもまた『蹴る』と名付けられていながら、実態は手によるボールの奪い合いだった。

### 古代

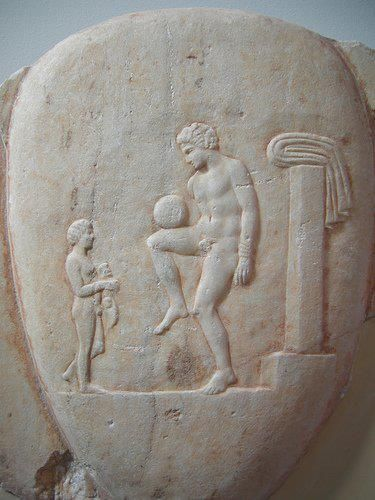
ボールの平衡を保つ古代ギリシアのフットボール選手。アッティカのレキュトスに描かれている。

世界の様々な場所でプレーされた伝統的な、古代の、または先史時代の球技について数多くの文献が存在する。
古代ギリシア人および古代ローマ人は多くの球技を行っていたことが知られており、そのうちの一部は足を使っていた。ローマの球技「ハルパストゥム」は、"ἐπίσκυρος" (episkyros) あるいは "φαινίνδα" (phaininda) として知られている古代ギリシアのチーム競技から作られたと考えられている。この競技はギリシャの劇作家若アンティファネス（紀元前388年 - 紀元前311年）によって言及され、後にキリスト教神学者
アレクサンドリアのクレメンス（150年頃 - 215年頃）によって参照されている。これらの競技は現在のラグビーフットボールに似ていると思われる。ローマの政治家キケロ（紀元前106 - 紀元前43年）は、床屋にボールが蹴り入れられた時にひげをそられていたために刺傷を負って死んでしまった男性の事件について記述している。ローマの球技では空気で膨らせたボールが使われていた（フォリス）。

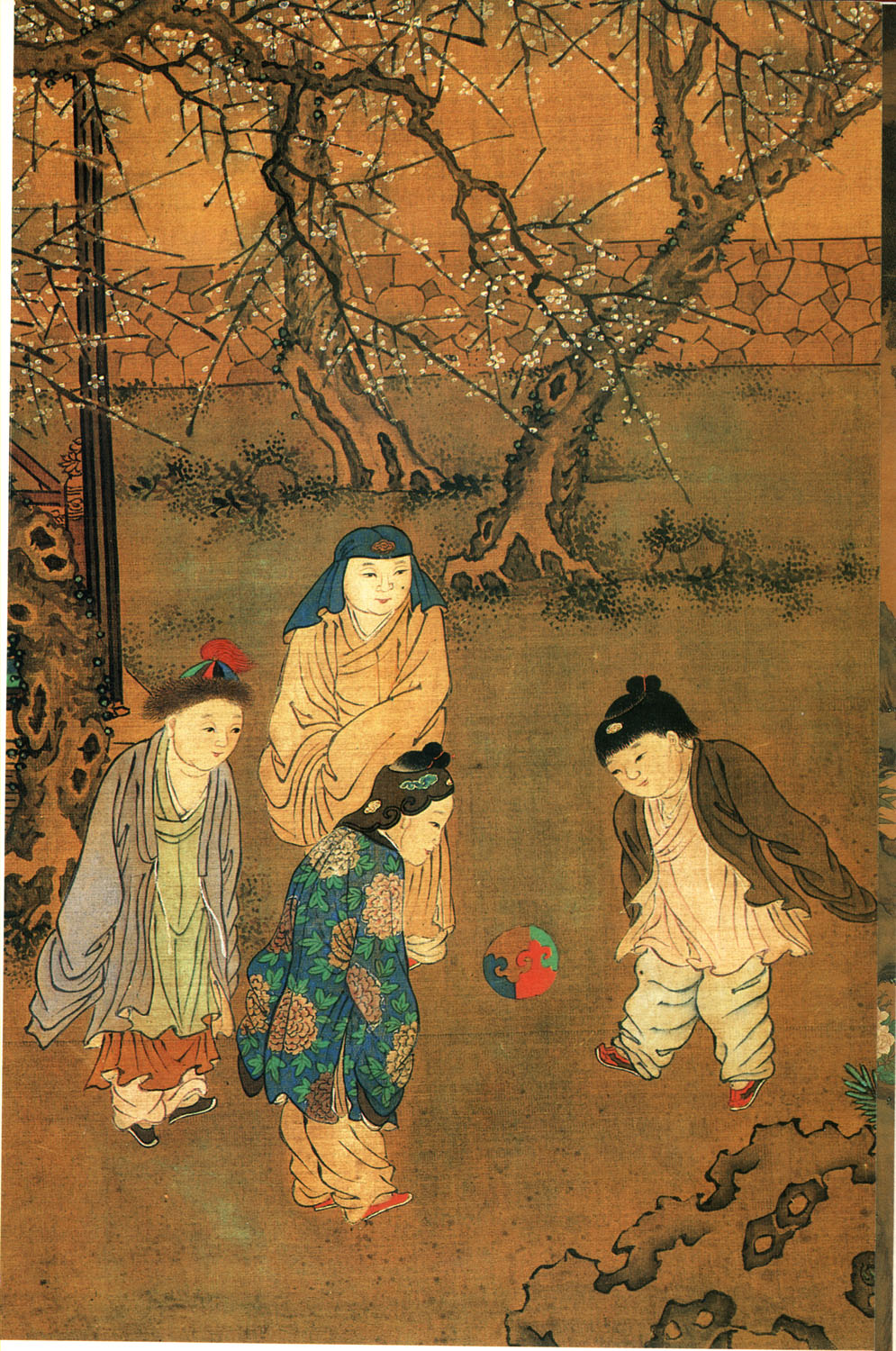
「蹴鞠」で遊ぶ中国の子供を描いた蘇漢臣による宋代の絵画。

紀元前1世紀から3世紀の間に編纂された中国の『戦国策』にはフットボールに似た球技が記されている。
また、世界の多くの異なる地域の先住民によって行われていた伝統的球技に関して多数の文献が存在する。例えば、1586年、イングランドの探検家ジョン・デイヴィスに指揮された船の乗組員は、グリーンランドのイヌイットとある種のフットボールを行うために上陸した。Aqsaqtukと呼ばれる氷上で行われるイヌイットの競技に関する後の報告がある。試合は、2つのチームが平行に並んで向かい合った状態から始まり、選手は相手チームのラインを越えてゴールを狙いボールを蹴る。1610年、ジェームズタウンの入植者ウィリアム・ストレイチーは、Pahsahemanと呼ばれるネイティブ・アメリカンの競技ついて記録している。
オーストラリア大陸において、オーストラリア先住民のいくつかの部族は、歴史家によって「マーン・グルーク」と一般化された詰め物をしたボールを用いた蹴りおよび捕球の競技を行っていた。これに関する最も初期の歴史的報告は1878年のロバート・ブラフ・スミスの著作「The Aborigines of Victoria」に書かれた逸話である。この本ではリチャード・トーマスと呼ばれる男性が、1841年頃ビクトリア植民地においてアボリジニの人々が球技を行っているのを目撃したと伝えられている: 「トーマス氏は一番前の選手がどのようにポッサムの皮で作られたボールをドロップキックし、その他の選手が捕球するために空中に飛び上がったかを描写した」。一部の歴史家は、「マーン・グルーク」をオーストラリアン・ルールズ・フットボールの起源の一つであると理論付けている。

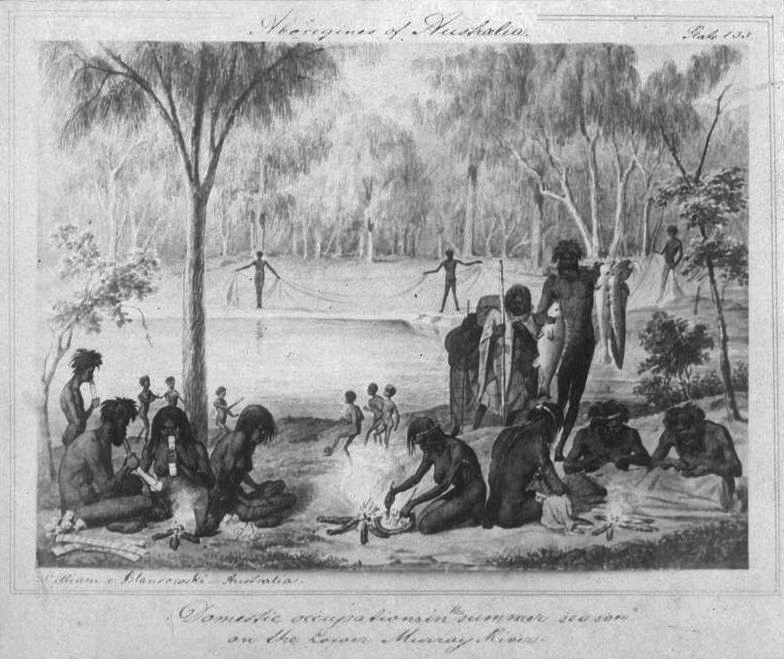
1850年代のオーストラリア先住民の狩猟採集民を描いた絵。背景の子供達はフットボール（おそらく）を行っている。

これら競技やその他の競技の歴史は古代にまで遡る。しかしながら、現代フットボールルールの主要な起源は西ヨーロッパ、特にイングランドにあると思われる。

## 中世および近世ヨーロッパのフットボール
中世ヨーロッパのフットボール(Medieval football)は、現代のフットボールの祖先の一つともみなされるが、ルールが地域によって異なる多様で混沌としたゲームであった。町の街路を利用して、数百人の群衆が参加した球技が行われていた。ボールを追って、敵味方が激しくぶつかりあい、家の窓や壁が壊れたり、相手を蹴ったり殴ったりなど、暴力的であった。これはストリートフットボールまたはマスフットボールとも言われてきたが、民俗行事として根付いたものであるため、近年、フォーク・フットボール(folk football、民俗フットボール）と呼ばれる。mob footbal（モブ フットボール)という呼び名もある。
イングランドにおいて、一年に一度のシュローブタイド・フットボール(Shrovetide football)が盛んに行われた。ブリテンで行われていた球技については9世紀の『ブリトン人の歴史』で言及されている。

### カシュ
ドイツのスポーツ史研究者のハイナー・ギルマイスターは、12世紀のフランス修道院で行われていたカシュ(cache)という球戯が、テニス、クリケット、フットボール、ホッケー、ゴルフ、ビリヤードなどへ変化していったという説を出している。カシュは、馬上槍試合を模倣して、互いのゴール（回廊の開口部）を突破することを目標としていた。

### パダルム
中世フランスで、城塞攻防戦をモデルとした競技パダルム （フランス語：Pas d'armes、英語：Pass of arms、パス・オブ・アームズ)が発達した。日本語に直訳すると「武装した通路」を意味するパダルムでは、ゴールにボールを持ち込めば、城門の奪取となり、ゲームの勝者となった。パダルムは、トーナメントやジューストなどの馬上槍試合に先行するもので、武装した騎士が攻め手と守り手に別れて、橋や城門などの狭い陣地の支配権をめぐって戦った。
パダルムから、フランスの民俗フットボールであるスール（soule, choule) が発展した。ボールを手、足、スティックで扱うラ・ソーユあるいchouleとして知られるフランス北部において行われていた球技については12世紀に記録がある。スールは13世紀中頃以前にイギリスでフットボールとなり、イタリアでカルチョ(calcio)となった。
パダルムからは、テニスも考案された。また、異なる地域の住民が棍棒と盾をもって陣地を奪取しあうマッザスクド（mazzascudo)、橋取り合戦のジョコ・デル・ポンテ(Giocco del Ponte)なども変形とされる。

### モブフットボール

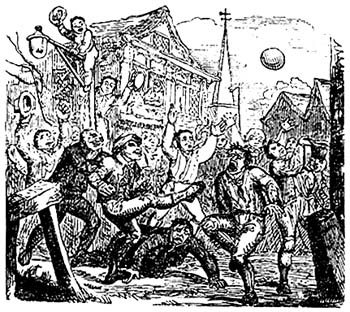
いわゆる「モブフットボール」の絵。

「モブフットボール」と呼ばれることがあるイングランドで行われていたフットボールの初期の形は、近隣の町や村の間で行われていた。モブフットボールは隣の教区との間の開けた場所で行われ、人数は無制限であり、膨らませた動物の膀胱といった物を特定の場所（相手の村の教会など）に移動させることを目的に争われた。この競技は懺悔節、クリスマス、復活祭といった重要な宗教的祭りの期間に主に行われ、シュローブタイドゲームはイングランドの多くの街で現代まで生き残っている（後述）。
フットボールだと思われる球技についての、イングランドにおける初めての詳細な記述は、1174年から1183年の間にウィリアム・フィッツスティーブンによるものが知られている。フィッツスティーブンは、懺悔の火曜日の毎年恒例の祭でのロンドンの若者について次のように記している。:
昼食をすませると、ロンドンのすべての若者は、ball game（球技）に参加するためにfields（フィールド、試合場）へと出かけていった。それぞれの学校の生徒は自分達のボールを持っていた; 各都市の組合の労働者もまた自分達のボールを持って来ていた。年配の市民、父親達、裕福な市民は、彼らの息子達が競いあうのを見るために、そうして若かりし頃の自分たちを思い重ねるために、馬に乗ってやってきていた: 
初期の言及のほとんどは、単純にこの競技を「ball play」あるいは「playing at ball」と呼んでいる。このことは、この時期に行われた競技が必ずしもボールを蹴ることを含んでいない、という考えを補強する。
確実にフットボールだと思われる球技についての記述は、1280年にイングランドノーサンバーランドのアッファムにおける次のものがある。: 「ヘンリーは...ボールをプレーしている (playing at ball) 時... デイビッドに向かって走った」。1308年には、アイルランドにおいてフットボールが行われており、ダウン県ニューキャッスルでの「フットボールの試合」においてウィリアム・バーナードという名の選手によって偶然に体当りされた観客であるJohn McCrocanに言及した文献が存在する。その他、フットボール競技に関する言及には、1321年のイングランドノーフォークShouldhamにおけるものがある。。スポーツ・コラムニストのキャスパー・ ホイットニー（Casper Whitney）はフットボールの起源を1300年頃だとしている。

### フォーク・フットボール
14世紀初頭頃には祝祭日とくに告解火曜日にイングランドの農民、徒弟、職人らによってフォーク・フットボール（民俗フットボール)と呼ばれる荒っぽい競技が行われるようになった。この民俗フットボールは、空気で膨らませた動物の内臓を数マイル離れた相手方の村の中の決められたゴールに運ぶというもので軍隊の衝突にも似ているといわれるほど荒々しいもので、タックルが重視されたがルールによる規制がなく死亡事故が絶えなかった。
こうしたフォーク・フットボールはディレッタントなファッションに合うものでなく当時の支配階級から疎まれ禁圧の対象とされた。フットボール競技、とりわけ最も乱暴で破壊的なものを禁止する数多くの試みが、特に中世および近世のイングランドおよびその他のヨーロッパで行われてきた。1324年から1667年の間、イングランドにおいてフットボールは30以上の国家法と地方法によって禁止されていた。このような法律を繰り返し布告する必要があったことは、人気のある競技を禁止することがいかに困難であったかを証明している。
イングランド王エドワード2世は、ロンドンにおけるフットボールの手に負えなさに悩まされ、1314年4月13日にフットボールを禁止する声明を発表した。声明には「この都市においてやかましい音の原因となっている大きなボールを追い掛け回す行為は神が禁じる邪悪を生じることから、我々は、国王の代理として、今後そのような競技をこの都市で禁止することを命ずる。さもなくば禁固刑」と明記された。1314年、ロンドン市長ニコラス・デ・ファーンドンは、フットボールを禁止した法令について当時イングランドの上流階級で使われていたフランス語で記している。この1314年ロンドン市宣言にあるアングロフランス語の語句 「de grosses pelotes de pee」は、large footballsを意味するが、これはゲーム名でなく、用具名である。また、この1314年ロンドン市長ニコラス・ファーンドンが国王エドワード２世の名で出した禁止令でのラテン語　pilam pedivam が、フットボールの初出であるともされる。
エドワード3世が1349年6月12日にフットボールを禁止した理由は明確であり、フットボールやその他の競技が、戦争に必須である弓術の鍛錬から大衆の気を逸らしたためである。
1363年、イングランド王エドワード3世の布告では、「pilam manualem,pedivam vel bacularem aut cambucam (ハンドボール、フットボール、クラブボール、カンボク)の４つに区別され、それぞれ禁止された。クラブボールは、杖や棒（baculum)を用いた球戯である。カンボク (cambucam)は、カモック (cammock,cammocc,cambuck)でもあり、曲がったスティックを使った打球戯である。
1424年にスコットランド議会が成立させたフットボール法でフットボールは違法となり、違反したものは4ペンスの罰金を課せられた。1424年、スコットランド国王ジェイムズ1世は、フットボール（fut ball)を行う者に罰金を課した。

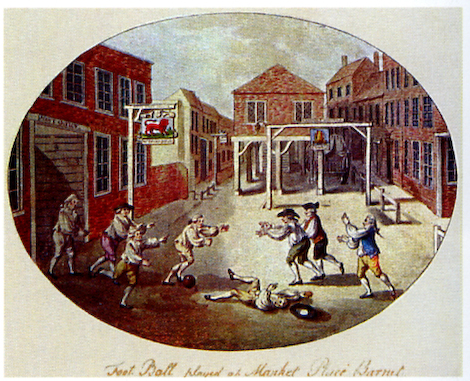
1750年頃のフランス

イングランド王ヘンリー4世の文書もまた、「football」という英単語の最も初期の文書化された使用の一つを示している。ヘンリー4世は「foteball」からの金銭の徴収を禁止する声明を出した。
ノッティンガムシャーキャウストンでフットボールが行われたとする15世紀末のラテン語の文献もある。これは、「キッキングゲーム」と「ドリブル」についての初めての解説である: 「彼らが共通の楽しみとして行っていた競技はフットボールゲームと呼ばれている。このゲームでは、若者は大きなボールを空中に投げるのではなく打つことによって地面を転がさせて前に進ませる、そして手ではなく足を用いて、相手方向にボールを蹴る」。この筆者はフットボールの競技場に関する最も初期の言及を残している: 「境界線が記され、試合が始まった」。
中世および近世におけるその他の初めての事例には以下のものがある。
- 1457年、スコットランド国王は、フットボール（futbawe)とゴルフを禁じた[52]。
- 競技ではなくボールを意味する「a football」という言葉は1486年に初めて言及された[51]。これはデイム・ジュリアナ・バーナーズ（英語版）の『Book of Saint Albans』に記されている:「遊ぶためのいくらか丸い道具… それは足で使うための道具でラテン語で「pila pedalis」、フットボール (fotebal) と呼ばれる」[41]。
- 1526年、フットボール用の靴一足が、イングランド王ヘンリー8世によって注文された[53]。
- 1580年に女性達がフットボールの一種を行ったと詩人のサー・フィリップ・シドニーが詩に残している[54]。
- 「ゴール (goal)」に関する初めて言及されたのは16世紀末および17世紀初頭である。1584年および1602年に、ジョン・ノードン（英語版）およびリチャード・カルー（英語版）はそれぞれコーニッシュ・ハーリング（英語版）における「ゴール」について言及した。カルーは何如にゴールが決まったかを説明している: 「they pitch two bushes in the ground, some eight or ten foote asunder; and directly against them, ten or twelue [twelve] score off, other twayne in like distance, which they terme their Goales」[55]。彼はまた、ゴールキーパーと選手間のボールのパスについて初めて説明した。
- 「ゴールを決める」ことに初めて直接言及したのは、ジョン・デイ（英語版）の戯曲「The Blind Beggar of Bethnal Green」（1600年頃上演、1659年出版）である: "I'll play a gole at camp-ball（英語版）（極度に暴力的なフットボールの一種であり、イースト・アングリアで人気だった）"。同様に1613年の詩で、マイケル・ドレイトン（英語版）は「when the Ball to throw, And drive it to the Gole, in squadrons forth they goe」と記している。

英語英文学者フランシス・マグーンによるとイングランドの農民、徒弟、職人らが行なっていたフットボールは、19世紀半ばに組織化されサッカーやラグビーによって取って代わられるまで大きな変化はなかったとしている。
1608年までに、マンチェスターの地方自治体はフットボールに関する苦情を述べている: "With the ffotebale...[there] hath beene greate disorder in our towne of Manchester we are told, and glasse windowes broken yearlye and spoyled by a companie of lewd and disordered persons ..."。同年、ウィリアム・シェイクスピアは、とがめるような文脈で「フットボール」という言葉を使用している。シェイクスピアの戯曲『リア王』には以下の一節がある: "Nor tripped neither, you base football player（その上，足を払われ放しでは黙っておれまい。この汚いフットボール野郎）"。また、シェイクスピアは『間違いの喜劇』でもフットボールに言及している（第2幕第1場）
Am I so round with you as you with me,

That like a football you do spurn me thus?

You spurn me hence, and he will spurn me hither:

If I last in this service, you must case me in leather.
(あなたが私に包み隠しをしないように、私も包み隠しをしない。あなたはフットボールのように私を蹴飛ばして追い出すのか？あなたがここから私を追い出せば、彼はここまで私を追い出すだろう。私がこの奉仕を最後まで続けるなら、あなたは私を革で覆わなければならない。)
「Spurn」は文字通り「蹴飛ばすこと」を意味することから、このフットボールが選手間でボールを蹴る行為を含んでいることが示唆される。
17世紀の清教徒革命の時代になると日曜日にフットボールを行うことは厳禁となった。
しかしながら、イングランド王ジェームズ1世の著作『Book of Sports』（1618年）では、毎週日曜日の礼拝の後の午後にフットボールを行うようキリスト教徒に説いている。この本の目的は、安息日を守るピューリタンの厳格さを弱めようとすることであるように思われる。

### カルチョ・フィオレンティノ

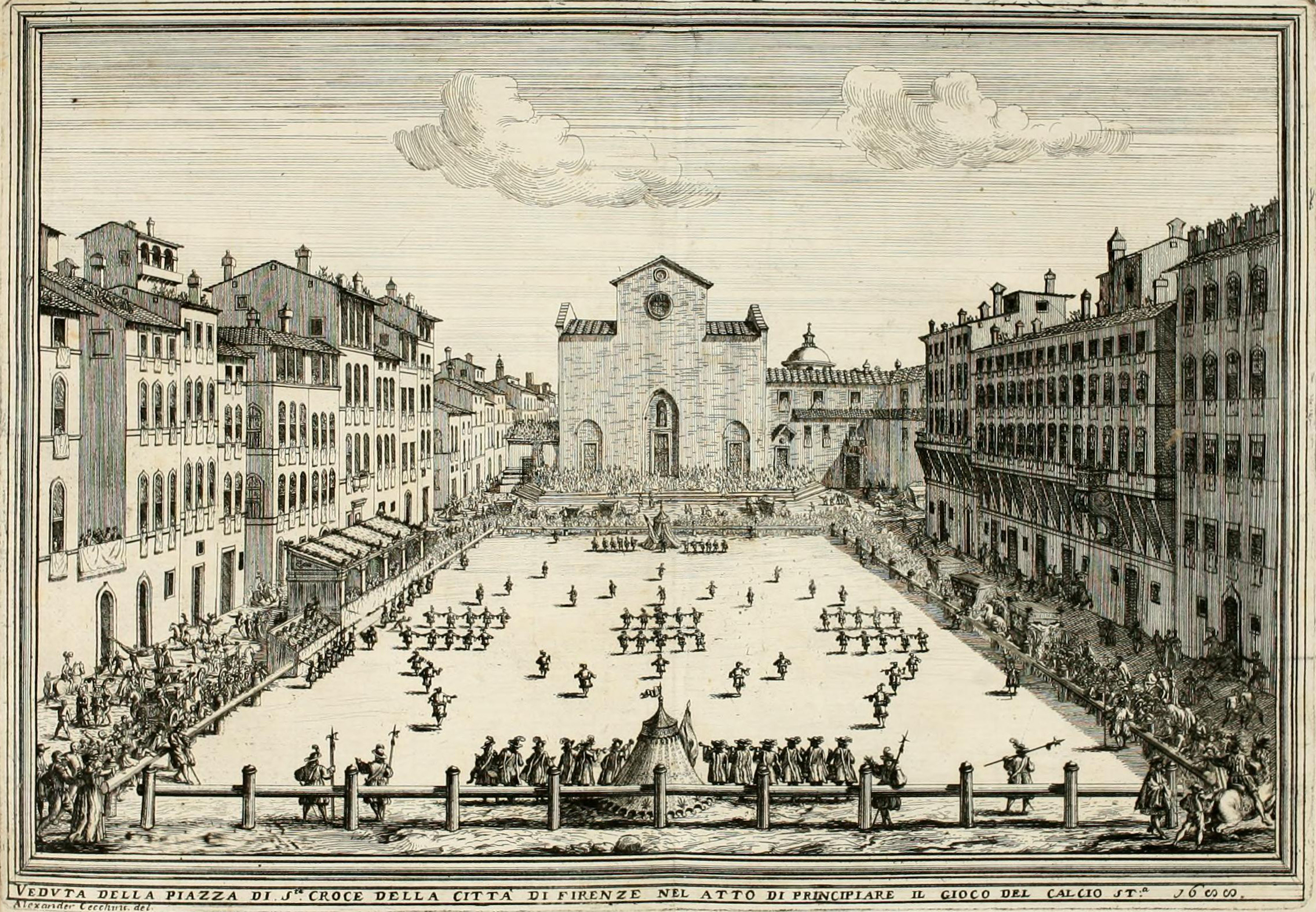
カルチョ・フィオレンティノの競技場と開始位置の絵。Pietro di Lorenzo Biniの1688年の本から。

イタリアでは、16世紀のフィレンツェで、公現祭と四旬節の間の期間を祝して、サンタクローチェ広場において今日「カルチョ・ストーリコ calcio storico」（歴史的カルチョ）として知られている競技を行っていた。都市の若い貴族達は立派な絹の衣装で着飾り、暴力的なフットボールの一種に飛び込んでいった。例えば、「カルチョ」の選手は、相手に対してパンチ、ショルダーチャージ、キックをすることが出来た。卑怯な殴打も許されていた。この競技は、軍事演習に起源があると言われている。1580年、Giovanni de' Bardi di Vernio伯爵は、「Discorso sopra 'l giuoco del Calcio Fiorentino（カルチョ・フィオレンティノの試合に関する論文）」を書いた。これは、最も初期のフットボール規則である。18世紀以降は行われなくなっていったが、1930年5月に復興された。

## 近代フットボールの歴史

### イングランドのパブリックスクール
フットボールは様々な形でブリテンの至るところで行われ続けていたが、パブリックスクール（その他の国での私立学校にあたる）は近代フットボール起こったことで広く認められている。まず初めは、パブリックスクールでそれまでの「群集」によるフットボールが、整理されたチームスポーツへと変化したことである。2つ目は、フットボールに関する初期の説明や言及の多くが、これらのパブリックスクールで学んでいた人物によって記録されたことである。3つ目は、パブリックスクールの教師、生徒、卒業生が、出身校間でフットボールの試合を行うことが出来るように、初めてフットボールの規則を法典化したことである。最後は、これらのパブリックスクールが初めて「キッキング」と「ランニング」（あるいは「キャリング」）を明確に分けたことである。
フットボールに似た競技がイングランドのパブリックスクール（主に上流階級、上位中流階級、知的職業階級の男子が通う）で行われていた最も初期の証拠は、1519年のウィリアム・ハーマンの『Vulgaria』である。ハーマンはイートン・カレッジとウィンチェスター・カレッジの校長を務め、彼のラテン語の教科書には翻訳の演習問題として、「"We wyll playe with a ball full of wynde"」という節が出てくる。
16世紀初めにイートン・カレッジの生徒であり、後にその他の学校の校長を務めたリチャード・マルカスターは、「16世紀の最も偉大なフットボールの支持者」と評されてきた。彼の貢献には、整理されたチームフットボールの最も初期の証拠がある。マルカスターの文書は、チーム、ポジション、審判、コーチについて言及している。マルカスターの「フットボール」は無秩序で暴力的な伝統的フットボールから進化した。
[s]ome smaller number with such overlooking, sorted into sides and standings, not meeting with their bodies so boisterously to trie their strength: nor shouldring or shuffing one an other so barbarously ... may use footeball for as much good to the body, by the chiefe use of the legges.
1633年、アバディーン出身の教師デイヴィッド  ウエッダーバーンは、「Vocabula」と呼ばれる短いラテン語の教科書の中で現代フットボールの要素について言及している。ウェッダーバーンは、「ゴールを守る」と翻訳できることやボールをパスすると解釈できることを記している。また、「ボールを手に入れる」ことに言及していることから、いくらかの手で扱うことは許されていたことが示唆される。また、相手選手へのチャージングやホールディングを含むタックルが許されていたことは明らかである。
より詳細なフットボールの説明は、1660年頃に書かれたフランシス・ウィラビイの『Book of Games』にある。サットン・コールドフィールドのビショップ・ヴェシーズ・グラマー・スクールの生徒であったウィラビイは、初めてゴールと明確な競技フィールドについて説明した人物である: 「a close that has a gate at either end. The gates are called Goals." His book includes a diagram illustrating a football field. He also mentions tactics ("leaving some of their best players to guard the goal"); scoring ("they that can strike the ball through their opponents' goal first win") and the way teams were selected ("the players being equally divided according to their strength and nimbleness"). He is the first to describe a "law" of football: "they must not strike [an opponent's leg] higher than the ball".」。
イングランドのパブリックスクールでは、初めてフットボールの規則が法典化された。特に、18世紀末に彼らは初めてオフサイドルールを発明した。最も初期のこれらのルールでは、選手はボールと相手側のゴールの間にいる時は単純に「オフサイド off their side」とされた。選手は、足であろうと手であろうと前方にボールをパスすることは許されなかった。前方にボールを進める方法は足でドリブルするか、「スクラム」あるいは同様の「フォーメーション」の中で進めるかしかなかった。しかしながら、オフサイドルールはそれぞれのスクールで別に分化・発展していった。これは。1810年から1850年の間のウィンチェスター、ラグビー、ハロウ、チェルトナムのそれぞれのフットボールルール。知られている初めてのコード（一式の規則という意味で）は1815年のイートンのものと1820年のアルデナムのものである。
19世紀初頭の間、ブリテンのほとんどの労働者階級の人々は週に6日働いており、しばしば1日12時間以上働いた。彼らは当時、楽しみのためにスポーツに参加したいという時間も意欲もなく、多くの子供達は労働力の一部となっていた。路上で行われる宗教上の祝日のフットボールは衰退の道をたどっていた。働く必要がない自由を享受していたパブリックスクールの少年達は、正式なルール一式 (codes of rules) を持つ整理されたフットボール競技の発案者となった。
1840-50年代までに多くのパブリックスクールがフットボールを学校行事として取り入れるようになった。フットボールは、多くのパブリックスクールで競争力を養い健康を保つための一手段として採用された。ラグビー、イートン、ハロー、ウィンチェスター、ウェストミンスター、チャーターハウスなどパブリックスクールはそれぞれ独自のルールにもとづくゲームを行なっていた。このルールは異なるスクール間で大きく異なっており、新しい生徒が入ってくるたびに何度も変化していった。
具体的にはイートン校のフットボールにはウォールとフィールドの二種があった。ハロー校のルールではキックとキャッチは認める一方、ボールを持って走ったりタックルする行為は禁じられていた。また、チャーターハウスやウェストミンスターではボールは足で蹴って進める形式でルール化されていた。一方、ラグビー校ではタックルやボールを保持したまま走る行為を認めるルールであった。
以上のルールは大きく2つに大別される。一方はボールを手で持って運ぶ競技を好み（ラグビー、マールバラ、チェルトナム）、もう一方はキックとドリブルによってボールを進めるやり方を好んだ（イートン、ハロウ、ウェストミンスター、チャーターハウス）。このようにルールが分かれていったのは当時フットボールが行われた状況に部分的に原因がある。例えば、当時チャーターハウスとウェストミンスターではフットボールを行う場所が学校の回廊の中に制限されており、この場所ではボールを手で持って走る荒っぽい競技を行うことは困難であった。

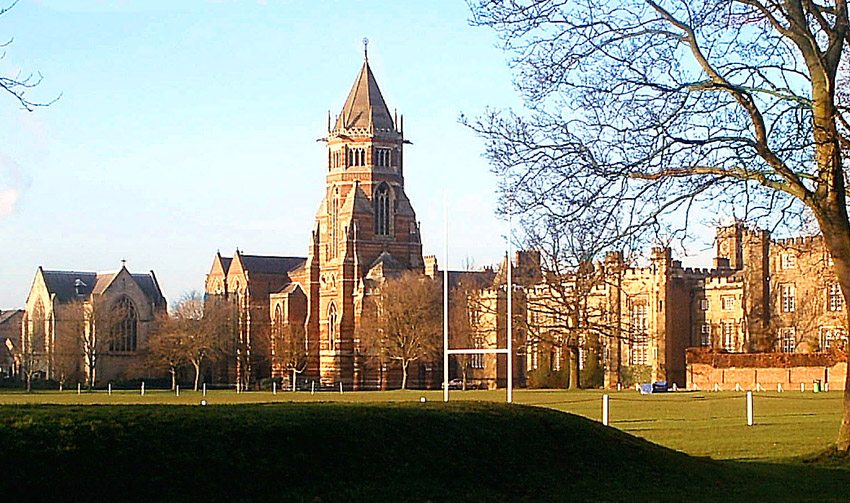
ラグビー校

ラグビー校の生徒であったウィリアム・ウェッブ・エリスは、1823年、イングランドの有名なパブリックスクールのラグビー校でフットボールの試合中、ボールを抱えたまま相手のゴール目指して走り出した」といわれている。大抵、この行為がラグビー・フットボールの始まりであるとされているが、実際の出来事であったかについてはほとんど証拠がなく、ほとんどのスポーツ歴史学者はこの物語を作り話であると考えている。ラグビーの起源であるボールを持って走った行為の第1号がエリス少年なのかは諸説あるが、起源たる発明者の対象として名前が分かっている人物はウィリアム・ウェッブ・エリスただ一人である。そのことから彼の名はラグビーの歴史を語る上で欠かすことのできないものとなっている。ラグビーワールドカップの優勝記念カップは彼の名にちなみ「ウェブ・エリス・カップ (Webb Ellis Cup)」と名づけられている。この「ボールを手で抱えた」行為は「ボールを拾い上げた」として、ウェブ・エリスの「罪」が現代サッカーで禁じられているボールを手で扱ったことであるとしばしば誤解されるが、当時ボールを手で扱うことは許されていることが多く、ある場合は強制的なものであった。ウェブ・エリスが無視したのは、当時ボールを持って後方に戻るか前方に蹴るかしか許されていなかったのに、「ボールを手で持って前方に走った」ことである。
1849年代のイギリスの鉄道狂時代、人々はより遠くに以前よりも便利に移動できるようになった。このため、スクール間のスポーツ大会が可能となった。しかしながら、パブリックスクールはそれぞれ独自のフットボールのルールで競技を行っていたため、対抗戦を行うことは困難だった。この問題の解決策は大抵、試合を前半後半に分け、一方をそれぞれのルールで行うというものであった（現在もラグビーユニオンとラグビーリーグのクラブ間の試合で同様の方法が採られている）。
多くのフットボール競技の「近代的」なコードは19世紀中頃から終わりに策定された。これは、ローン・ボウリングやローン・テニス（芝生のコートで行うテニス）といったその他の競技でも同様である。この主要な推進力は1830年の世界初の芝刈り機の特許であった。これにより、近代的なスポーツ用の競技場を用意することが可能になった。
ラグビー・フットボールはさておき、パブリックスクールのコードはそれぞれの学校以外で行われることはこれまでほとんどなかった。しかしながら、それらの多くは現在でもそれぞれのパブリックスクールで行われている。
イギリスのスポーツにおけるパブリックスクールの優勢は、労働者階級の子供達の余暇の時間を大幅に増加させた1850年工場法の後に衰え始めた。1850年より前は、多くのイギリスの子供達は1日12時間以上週6日働かなければならなかった。1850年からは、平日は午前6時より前（冬季は午前7時）と午後6時より後（冬季は午後7時）、土曜日は午後2時に仕事を終えなければならなかった。これらの変化は、労働者階級の子供達が様々なフットボールを含む競技に多くの時間を使えるようになったことを意味している。

### 初めての事柄

#### クラブ
フットボールをプレーするためのスポーツクラブは18世紀に始まった。例えば18世紀中頃にはロンドンの体育協会が設立された（1796年に試合を停止）。
スコットランド・エディンバラに1824年から1841年の間存在していた「The Foot-Ball Club」が、フットボールクラブの名称で呼ばれた記録に残る最初のクラブである。このクラブはトリッピング（足を掛けて転ばす）を禁止していたが、プッシング、ホールディング、ボールを拾い上げる行為は許されていた。
学校あるいは大学の一部ではないという意味において世界最古の現存するフットボールクラブであると主張している2つのクラブは、ラグビーフットボールの拠点である。バーンズ・クラブは1839年に、ガイズ病院フットボールクラブは1843年に設立されたと言われている。日付やプレーされていたフットボールの種類についてどちらも十分な証拠書類がないが、こういった主張はそれでもその他の現代コードが生まれるよりも前にラグビーが人気であったことを示唆している。
1845年、ラグビー校の3人の少年がルールを法典化する役目を負った。これは全てのフットボールの中で初めて法典化された規則（コード）である。これによってラグビーの伝播がさらに加速された。例えば、ダブリン大学フットボールクラブ（1854年にダブリン大学トリニティ・カレッジで設立され、後にラグビーの拠点として有名となった）は、世界最古の文書が残るフットボールクラブである。

#### 大会
最も長く続いているフットボール行事の一つが、1858年から毎年メルボルン・グラマー・スクールとスコッチ・カレッジとの間で争われるコードナー=エグルストン・カップである。最初の年は実験的なルールの下で開催されたものの、この行事はオーストラリアン・ルールズ・フットボールの最初の試合でもあると多くの人によって信じられている。最初のフットボールのトーナメントは、メルボルン王立カレドニア協会の提供によってメルボルン・ルールの下で1861年に開催されたカレドニアン・チャレンジ・カップであった。最古のフットボールのリーグはラグビーフットボールの大会であるユナイテッド・ホスピタル・チャレンジ・カップであるが、最古のラグビートロフィーは1878年から争われているヨークシャー・カップである。南オーストラリアフットボール協会（1877年4月30日）は、現存する最古のオーストラリアン・ルールズ・フットボールの大会である。現存する最古のサッカートロフィーはユーダン・カップ（1867年）であり、最古の全国的なサッカー大会はイングランドのFAカップ（1871年）である。フットボールリーグ（1888年）は最も長く続いているサッカーリーグであると認識されている。最初のフットボールの国際試合は、1870年5月5日、FAの権限下でジ・オーバルにおいてイングランドとスコットランドの間で行われた。最初のラグビーの国際試合は1871年に開催された。

#### 現代的なボール

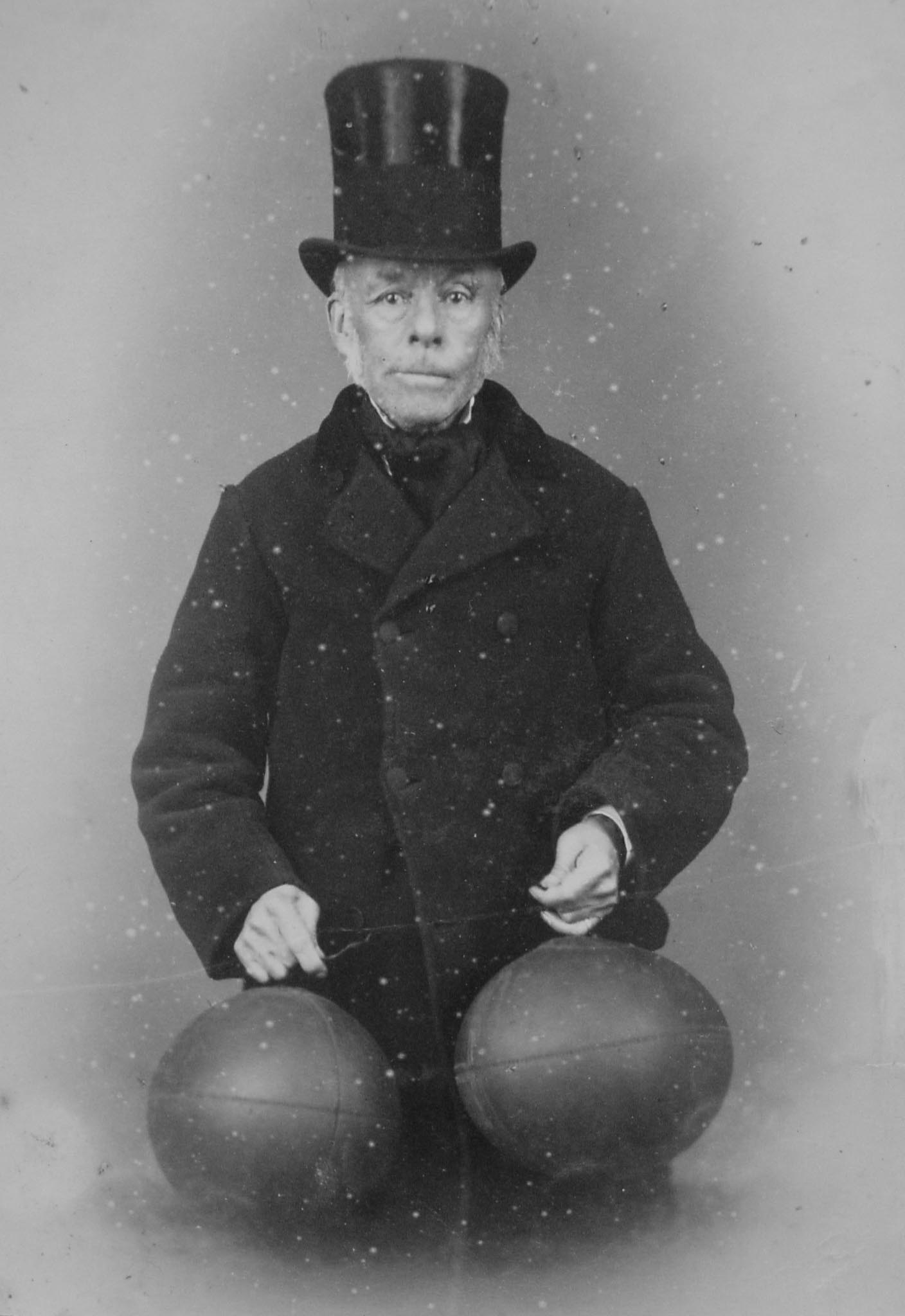
リチャード・リンドン（1880年撮影）は、ゴム製の初のフットボールを発明したと考えられている。

ヨーロッパにおいて、初期のフットボールは動物の膀胱、具体的には豚の膀胱を膨らませて作られていた。後に、革製カバーが用いられるようになり、ボールの形状を保つことができるようになった。しかし、1851年、リチャード・リンドンとウィリアム・ギルバート（両者ともラグビー出身の靴職人）が、ロンドン万国博覧会において円型と楕円型のボールを展示した。リチャード・リンドンの妻は、豚の膀胱を膨らませる作業が原因の肺の病気で死んだと言われている。リンドンはまた、「ゴム製空気注入式膀胱」と「真鍮製ハンドポンプ」の発明でメダルを受賞した。
1855年、アメリカ合衆国の発明家チャールズ・グッドイヤー（加硫ゴムの特許を取得した）がパリ万国博覧会において、加硫ゴムパネルの外装で覆われた球形のフットボールを展示した。このボールはアメリカ合衆国における初期フットボールにおいて人気となった。

#### 現代的なパス戦術
ボールを前方にパスし、ゴールキーパーを越えて得点しようと試みる選手を含むフットボールの試合に関する最も初期の資料は、1633年にスコットランド、アバディーンの詩人・教師であったDavid Wedderburnによって書かれた。
「科学的」なフットボールは1839年にランカシャーで、現代ラグビーでは1862年に、シェフィールドFCでは早ければ1865年に初めて記録されている。
チームが協調して動くパスサッカーを見せた初めてのチームは、1869/70のロイヤル・エンジニアーズAFCであった。1869年までには、彼らは「共によく動き」、「バックアップし」、「協調」によって利益を得ていた。1870年までには、エンジニアーズはボールをパスしていた。1872年初頭には、エンジニアーズは「共に美しくプレーする」と賞賛された初めてのフットボールチームであった。続けざまのダブルパスは、1872年3月のダービー校とノッティンガム・フォレストとの試合で初めて報告された。現代的なフォーメーションを初めて完成させたのはケンブリッジ大学AFCであり、2-3-5の「ピラミッド」フォーメーションを導入した。

### ケンブリッジ・ルール
1848年、共にシュルーズベリー校の卒業生であったケンブリッジ大学のH. de WindonとJ. C. Thringは、ハーロー、イートン、ラグビー、ウィンチェスター、シュルーズベリーのその他12名の代表者と共にトリニティ・カレッジにおいて会合を開いた。8時間の会合により「ケンブリッジ・ルール」として知られている最初の現代フットボール規則が作られた。これらの規則の写しは現存していないが、1856年頃の改訂版がシュルーズベリー校の図書館に保管されている。この規則では明らかにキッキングゲームが好まれていた。ボールを手で扱うことは「足で蹴ったボールを直接キャッチした時」のみ許されており（フリーキックが与えられる）、相手のゴール前でウロウロすることを禁じる原始的なオフサイドルールも存在した。ケンブリッジ・ルールはイングランドのパブリックスクールや大学以外では広く採用されなかった（しかし、協会式フットボールの規則を制定するフットボール・アソシエーションの委員会にはほぼ間違いなく最も重要な影響を与えた）。

### シェフィールド・ルール
1850年代後期までには、様々なフットボールのコードをプレーするための多くのフットボールクラブが英語圏の至るところで作られた。イングランドのシェフィールドでNathaniel CreswickとWilliam Prestによって設立されたシェフィールド・フットボール・クラブは、後にサッカーをプレーした世界最古のクラブと認識された。しかし、シェフィールドFCは当初は独自のフットボールのコード（シェフィールド・ルール）をプレーしていた。このコードはパブリックスクールの規則から大きく離れており、最も重要な差異は「オフサイド」ルールの欠如である。
フリーキック、コーナーキック、ハンドボール、スローイン、クロスバーなど多くの要素がこのコードで発明され、後にアソシエーション・フットボール（サッカー）にも広がっていった。1870年代までには、シェフィールド・ルールはイングランド北部およに中部で主要なコードとなった。この時期、ロンドンとシェフィールドのFAによる一連の変更によって、徐々に両者の規則の差が減っていき、1877年に共通のコードが採用された。

### オーストラリアン・ルール

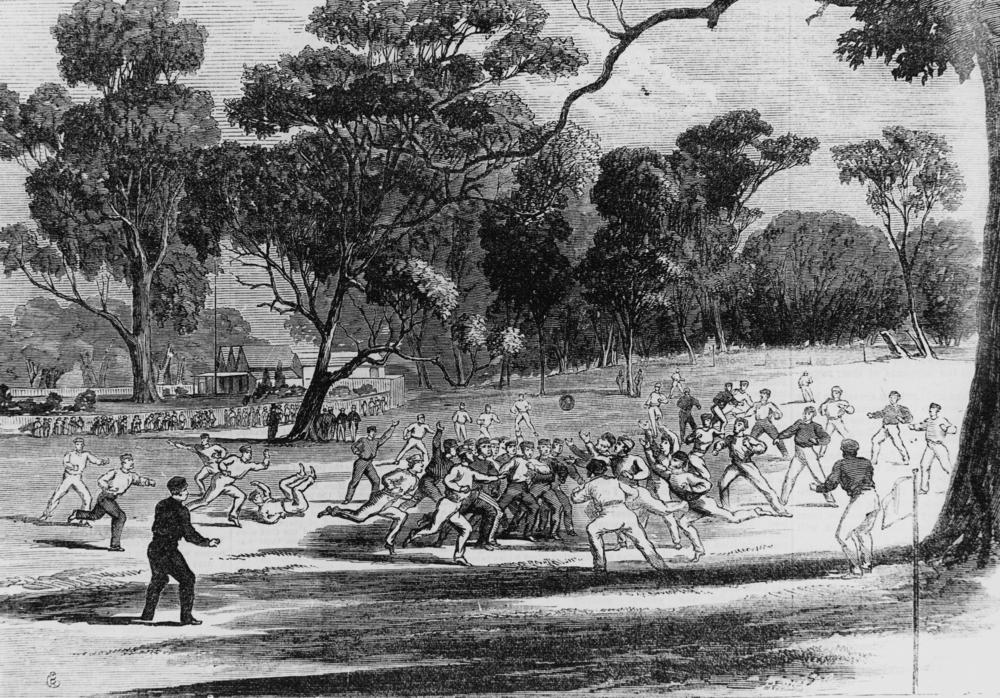
1866年にメルボルンのリッチモンド・パドックで行われたオーストラリアンフットボールの試合。ロバート・ブルースによる木版画。

ビクトリアゴールドラッシュの間、オーストラリアでは様々なフットボールがプレーされていた。これらの起源はいまだに大きな議論のテーマであるが、今日オーストラリアンフットボールとして知られているコードの普及はトム・ウィルズによるものであると現在されている。
1858年7月10日、ウィルズは冬季にクリケット選手の健康を保つための「競技規則」を持つ「foot-ball club」の設立を呼び掛ける手紙をBell's Life in Victoria & Sporting Chronicleに書いた。これが新しいスポーツが作られた瞬間であると歴史家によって考えられている。広報と個人的な交流により、ウィルズは様々なルールを実験するフットボールの試合をメルボルンで調整することができ、記録が残る最初の試合は1858年7月31日に開催された。1858年8月7日、ウィルズは比較的確かな証拠があるメルボルン・グラマー・スクールとスコッチ・カレッジとの試合の審判を務めた。これらの試合の後、整理されたフットボールの試合は急速に人気を広げていった。
これらの初期の試合に関わったウィルズとその他の人々は、1859年5月14日にメルボルン・フットボール・クラブ（現存する最古のオーストラリアのフットボールクラブ）を結成した。最初のメンバーはウィルズ、ウィリアム・ハマースリー、J・B・トンプソン、トーマス・H・スミスなどであった。
この最初のルールを作った人々の背景は、ルールに与えた影響に関する興味深い推察につながる。囚人を祖先とするウィルズはイングランドで教育を受けた。ウィルズはラグビーフトボールやクリケットの選手であり、オーストラリア先住民と強いつながりを持っていた。ウィルズは最初はラグビー校のルールを導入することを望んだ。ハマースリーは、イングランドから移住したクリケット選手・ジャーナリストであった。トーマス・スミスはアイルランドから移住した教師であった。委員会のメンバーはイングランドのパブリックスクールのフットボールのルールを含むいくつかのルールについて議論した。その他のフットボールと同様の特徴を含むにもかかわらず、いかなる影響を示す決定的な証拠も存在しない。代わりに、委員会はオーストラリアの状況により適したスポーツとすることを決定し、ウィルズが「いや、我々は我々自身のスポーツを持つべきである」と宣言したと文書化されている。このルール体系（コード）は、マークやフリーキック、タックルの存在、オフサイドルールの欠如、選手がボールを投げることについて明確に反則とされることが独特である。
このメルボルン・フットボール・ルールは広く普及し、その他のビクトリア植民地のクラブにも徐々に採用されていった。彼らは、その他の影響力のあるビクトリアのフットボールクラブのルールに対応するため、1860年代までに数度ルールを書き直している。ジーロング・フットボール・クラブのルールに対応するためにH. C. A. ハリソンの委員会によって1866年に行われた重要なルールの書き直しによって、「ヴィクトリアン・ルールズ」として知られるようになっていたこのゲームは、その他のルール体系からますます離れたものなっていった。このルールではクリケット競技場、ラグビーボール、特殊化したゴールと背後のポスト、走っている間のボールをバウンドさせること、ハイジャンプによるマークなどがある。このルールはその他のオーストラリアの植民地にすばやく広がった。第一次世界大戦後、中心地の南部オーストラリア以外では、このルール体系は衰退期を迎えたが、アマチュアレベルでは世界中に広がっており、主要なプロ大会としてオーストラリアン・フットボール・リーグが生まれた。

### フットボール・アソシエーション

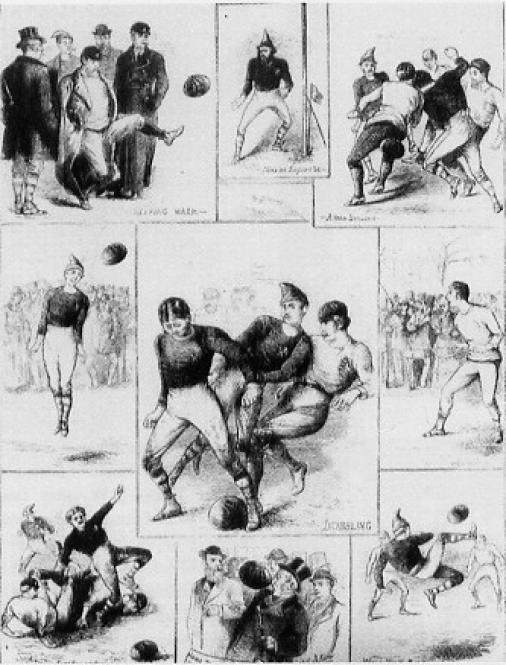
初のフットボールの国際試合であるスコットランド対イングランド。ラグビー・フットボール・ユニオンによってラグビーの初期の例とされている。

1860年代初期、イングランドにおいて様々なパブリックスクールのゲームを統合・調和させる試みが進められていた。1862年、後にアッピンガム校の教師となるJ. C. Thringは、彼が「The Simplest Game」と呼ぶ新たなルールを考案した。これらは「アッピンガム・ルールズ」としても知られている。Thringのルールは通常ケンブリッジ・ルールズとは見做されていない。1863年10月初頭に、ハロー、シュルーズベリー、イートン、ラグビー、マールバラ、ウェストミンスターの卒業生を代表する7名の委員会によってケンブリッジ・ルールズの新たな改訂版が策定された。
1863年10月26日の夜、ロンドン、グレート・クイーン通りのフリーメーソンズ酒場において、ロンドン大都市圏のいくつかのフットボールクラブの代表が、フットボール・アソシエーション (FA) の設立会合に集った。この協会の目的は、単一の統一ルール体系を確立し、会員間での試合のプレーを規制することであった。初会合に続いて、パブリックスクールが協会への加盟を要請された。チャーターハウスとアッピンガム以外のパブリックスクールはこの誘いを辞退した。1863年10月から12月の間に合計6回のFAの会合が行われた。3回目の会合の後、ルールの草稿が発表された。しかしながら、4回目の会合の始めに、直近に発表された1863年版のケンブリッジ・ルールズに注目が集った。ケンブリッジ・ルールズはFAのルールの草稿とは、ボールを持って走ることとハッキング（相手の脛を蹴ること）の2つの点で大きな違いがあった。
議論を引き起こしたFAのルールは以下の2つである。
IX. 選手はフェアキャッチあるいはワンバウンドしたボールをキャッチした場合、対戦相手のゴールに向かって走る権利を得るものとする: しかしフェアキャッチの場合、マークを行った場合は走ってはならないものとする。

X. もし選手が対戦相手のゴールに向かって走れば、相手側の選手は彼にチャージ、ホールド、トリッピング、ハッキング、あるいは彼からボールを奪い取る自由があるものとするが、同時にホールドとハッキングをすることはできない。—
5回目の会合において、これら2つのルールを削除する提案が成された。代表者のほとんどがこれを支持したが、ブラックヒースの代表でFAの初代会計係であったF・M・キャンベルが異議を唱えた。キャンベルは「ハッキングこそが真のフットボールである」と述べた。しかしながら、ボールを手に持って走ることとハッキングの禁止の動議が可決され、ブラックヒースはFAを脱退した。12月8日の最後の会合の後、FAは後にアソシエーション・フットボールとして知られるスポーツの最初の包括的な一連の規則である「フットボールの規則 Laws of Football」を発表した。19世紀末から使われている「サッカー soccer」という用語は「Association」の省略形に由来する。
最初のFAのルールはもはや現在のサッカーでは見られない要素をまだ含んでいたが、それらはオーストラリアンフットボールやラグビーフットボールといったその他のゲームにおいて今でも見ることができる。例えば、選手はフェアキャッチを行い「マーク」を主張することができ、フリーキックの権利を得ることができた。また、相手のゴールラインの後ろのボールにタッチした場合、タッチした側がゴールライン手前15ヤード（13メートル）からのゴールに向かってのフリーキックの権利を得た。

### ラグビーフットボール
フットボール・アソシエーションの設立の議論の過程で、ボールを持って走る、チャージング、ホールディング、トリッピング、ハッキングを認めるよう主張するグループは、これらが認められないこととなった結果、同協会を脱退して新たにラグビーフットボール協会を設立してルールを作成した。
ブリテンでは、1870年までに、ラグビー校のゲームの変種をプレーする約75のクラブがあった。アイルランド、オーストラリア、カナダ、ニュージーランドにも「ラグビー」クラブがあった。しかしながら、1871年にロンドンの21のクラブが集まりラグビー・フットボール・ユニオン (RFU) を結成するまでは、一般的に受け入れられたラグビーのルールはなかった。これらのルールではボールをパスすることが許されている。また、ラインを越えてボールを地面に触れさせるとゴールへの試みが許されるトライも含まれていたが、マークからのドロップゴールやペナルティーコンバージョンがまだ戦いの主な形であった。

### 北米のフットボールコード
ブリテンでの事例と同様に、19世紀初頭までに、北米の学校および大学では生徒によるチーム間で独自のゲームがプレーされていた。ニューハンプシャー州にあるダートマス大学では、早くも1820年代にはサッカーの変種であるオールド・ディビジョン・フットボールと呼ばれるゲームがプレーされていた。

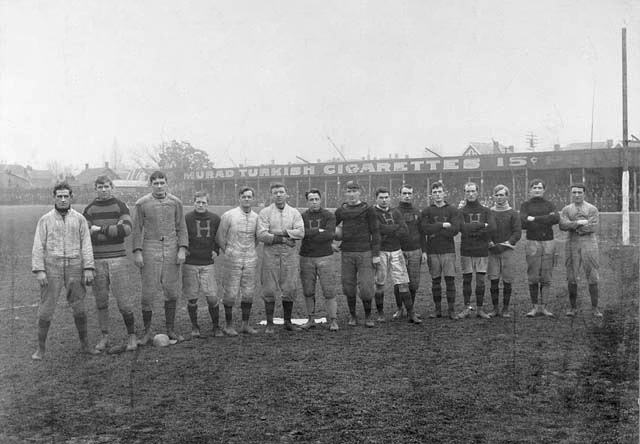
オンタリオ州ハミルトンの「タイガース」（1906年頃）。タイガースは1869年にハミルトン・フット・ボール・クラブとして創立され、1950年にハミルトン・フライング・ワイルドキャッツと合併してハミルトン・タイガーキャッツとなった。このチームは現在もカナディアン・フットボール・リーグに参加している。

カナダにおけるラグビーの初の試合は1865年にモントリオールで開催されたと一般的に言われている。この試合ではイギリス陸軍将校が地元の住民と対戦した。ラグビーは次第に支持者を増やし、1868年にカナダで記録が残る初のフットボールクラブであるモントリオール・フットボール・クラブが結成された。
1869年、FAの体系を基にしたルールの下、アメリカ合衆国での初の試合がプリンストンとラトガースとの間で行われた。これは大学間での試合という意味において、アメリカ合衆国初のカレッジフットボールの試合でもあるとしばしば見なされている（しかし、アメリカンフットボールの最終形はサッカーではなくラグビーから来ている）。
現代アメリカンフットボールは1874年のモントリオールのマギル大学とハーバード大学との試合から生まれた。当時、ハーバードの学生はアメリカの大学で好まれていたFAの体系に基づく「キッキング」ゲームではなくボストン・ゲーム（ランニングが許された体系）をプレーしていたと報告されている。そのため、ハーバードはマギルでプレーされていたラグビーの基づくゲームに適応することが容易であり、2つのチームはそれぞれのルールを交互に行っていた。しかしながら、数年の内に、ハーバードはマギルのラグビールールを採用し、その他の米国の大学にも同じく採用するよう説得した。1876年、マサソイト会議において、これらの大学がラグビー・フットボール・ユニオンのルールの大半を採用することが合意された。プリンストンやラトガースなどはサッカーを基にしたルールを数年間採用し続けていたが、その後にハーバードらのラグビーを基にしたルールに転向した。一般的に米国の大学は20世紀初頭までサッカーに戻ることはなった。

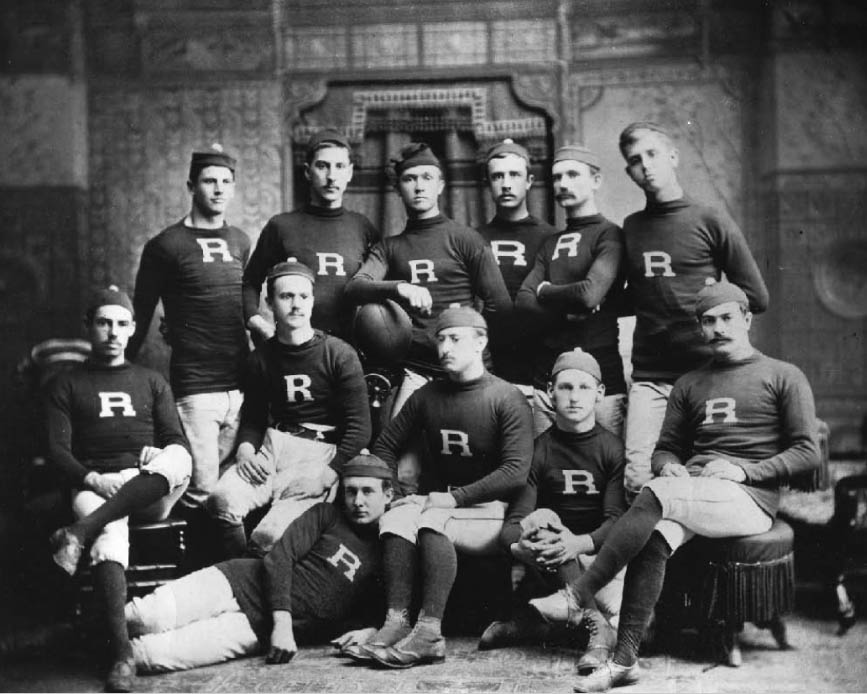
ラトガース大学フットボールチーム（1882年）

1880年、エール大学のコーチウォルター・キャンプは、アメリカのゲーム形式への多くの主要な変化を考案した。アメリカンフットボールをラグビーフットボールと異なるスポーツに確立させたキャンプが考案した2つの最も重要なルールの革新は、「スクリメージ」と「ダウン・アンド・ディスタンス」ルールである。
スクリメージは、グラウンドからボールを他の選手の手に渡すための開始動作の慣習を意味する。キャンプの最初のルールでは、この渡す動作は足のみで許されていたが、程なくして手でボールをパスすることも許されるようルールが変更された。ルールでは、2つのチームを互いに隔てる固有のスクリメージラインを定めた。ある選手がタックルされた時、その選手はダウンしたと判定されプレーは止まり、両チームはスクリメージラインの両側で再整列する。次に、ボールがグラウンドからスナップされ、プレーが再開する。チームは、ある距離（ヤードで測定される）を獲得する（進む）ために限られた回数のダウンを与えられる。アメリカンフットボールでは、ボールの保持権が移った後、10ヤード進むために4回のダウン（攻撃権）が与えられる。カナディアンフットボールでは、10ヤード進むために3回のダウンが許される。これらのルールは北米のルール体系とラグビーとの間に根本的な区別を作り出した。ラグビーは今でも根本的に連続動作のゲームであるが、北米のルール体系は「スクリメージ」からのデリバリーによって開始し「ダウン」によって終わる個別の「プレー」によって整理される。

#### 批判と部分調整
初期のアメリカンフットボールは、過剰に暴力的な試合であり、毎年数件死亡事故や人生を左右する大怪我などに悩まされていた。暴力が非常に極端となったため、セオドア・ルーズベルト大統領は1905年に、暴力を最小化するようルールを変更しない限りアメリカンフットボールを禁止すると脅かした。この年にいくつかのルール変更が実施されたが、最も持続したのはフォワードパスの許可の導入であり、これは1880年代のキャンプのルール変更のように、このスポーツの性質を根本的に変化させた。ボールを前方へ投げることが反則でなくなると、ボールを前進させる全く新たな手段が生まれた。その結果、選手はそれぞれの役割により特化するようになり、異なるポジションの選手は異なる技術が必要とされるようになった。したがって、ある選手は主にボールを持って走ること（ランニング）に関与する（ランニングバック）が、その他にスローイング（クォーターバック）、キャッチング（ワイドレシーバー）、ブロッキング（オフェンシブライン）に特化した選手もいる。1940年代および1950年代に選手交代が自由になったことで、攻撃と守備の「小隊（プラトーン）」をそれぞれ配置できるようになり、さらなるポジションの特殊化が進んだ（ツー・プラトーン・システム）。
長年にわたって、カナディアンフットボールはアメリカンフットボールの進展の一部を吸収したが、多くの独自の特徴を保ってもいる。そのうちの一つは、カナディアンフットボールが長年、自身をラグビーと公式に区別していなかったことである。例えば、1884年に設立されたカナダ・ラグビーフットボール・ユニオンは、ラグビーユニオンの団体ではなくカナディアン・フットボール・リーグの前身だった（今日ラグビーカナダとして知られるカナダ・ラグビー・ユニオンは1965年まで結成されなかった）。アメリカンフットボールも1880年代にはしばしば「ラグビー」と言い表された。

### ゲーリックフットボール

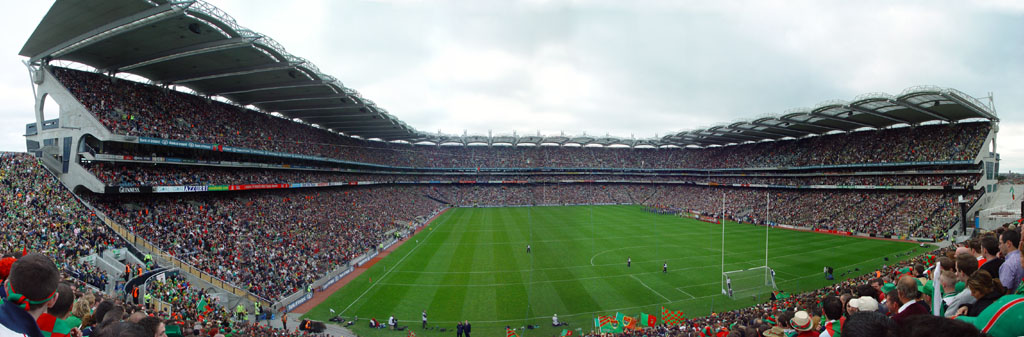
クローク・パークにおける全アイルランドフットボール決勝（2004年）。

19世紀半ば、様々な伝統的フットボール（総称してケイド caid と呼ばれる）がアイルランド、特にケリー県で人気を保っていた。司祭のW. Ferrisはこの時期の「ケイド」の主要な2つの形式につして描写している: 「フィールド・ゲーム」における目的は2本の木の大枝によって作られたアーチのようなゴールにボールを入れることであった; 大規模な「クロスカントリーゲーム」は日曜日の日中の時間の大半を使って行われ、ボールを教区の境界を越えることで勝敗がついた。敵の選手への「レスリング」や「ホールディング」、ボールを持って走ることは全て許されていた。
1870年代までには、ラグビーおよびサッカーがアイルランドでも人気を得始めていた。ダブリン大学トリニティ・カレッジはラグビーの初期の拠点であった。イングランドのFAのルールは広く普及していた。伝統的なケイドの形式はトリッピングが許される「しっちゃかめっちゃかな」ゲームに取って代わられ始めていた。
1884年にゲーリック体育協会 (GAA) が設立されるまでは、アイルランドの様々なフットボールを統一し体系化しようという真剣な試みはなされなかった。GAAはハーリングといった伝統的なアイルランドのスポーツを振興し、ラグビーやサッカーのような輸入されたスポーツを拒絶しようとした。最初のゲーリックフットボールのルールはモーリス・デイヴィンによって起草され、『United Ireland』誌上で1887年2月7日に発表された。デイヴィンのルールは、ハーリングといったスポーツの影響やアイルランド固有のフットボールの体系を形式化しようという切望が見られた。この差別化の主な例は、オフサイドルールの欠如であった（長年ハーリングといったアイリッシュゲームやオーストラリアン・ルールズ・フットボールにのみ見られた要素である）。

### ラグビーフットボールの分裂

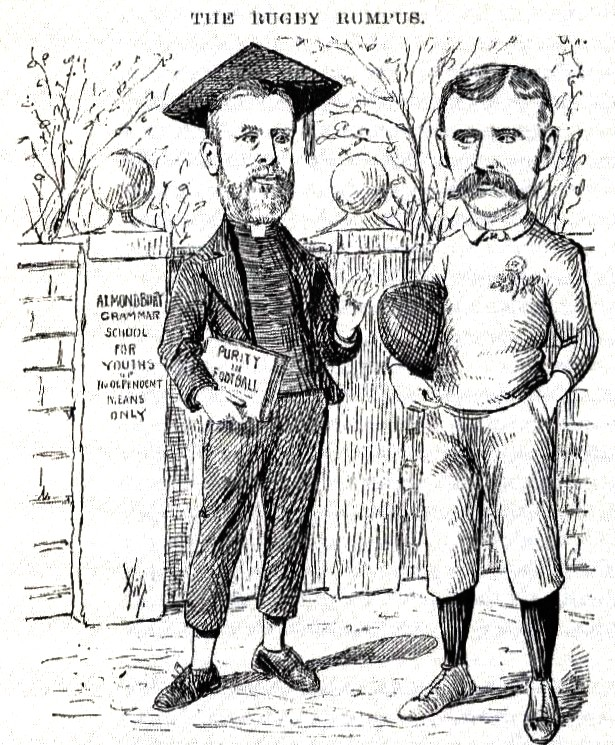
ラグビーリーグの結成につながったラグビーフットボールの分裂を風刺した1890年代のイングランドの風刺画。風刺的に描写されているのは選手への支払の主な反対者であるフランク・マーシャル牧師とマーシャルの長年の対抗者であるジェームズ・ミラーである。

国際ラグビー評議会 (IRFB) は1886年に設立されたが、亀裂が生じ始めていた。プロフェッショナリズムが様々なフットボール競技に忍び寄り始めていた。
イングランドでは、1890年代までに、長年続くラグビー・フットボール・ユニオンの「プロ」選手の禁止がラグビーフットボール内での地域間の対立の原因となった。これはイングランド北部の多くの選手が労働者階級であり、トレーニングや遠征、試合、怪我からの回復のための休みを取ることができなかったためである。これは、この10年前にイングランド北部においてサッカーで起こったこととほとんど変わらなかったが、サッカーの場合、統括団体はイングランド北部の労働者階級の支持を遠ざけようとしたRFUとは大きく異なる対処をした。1895年、ラグビーをプレーすることによる賃金の損失を補うための休業補償が支払われている選手に関する論争の後に、北部のクラブの代表者らはハダースフィールドで集い、ノーザン・ラグビー・フットボール・ユニオン (NRFU) を結成した。この新たな団体は当初は選手への様々な休業補償のみを認めていた。しかし、2年のうちに、NRFUの選手への支払が認められた（しかしスポーツ以外の職に就いている必要はまだあった）。
プロリーグへの要求は、ラグビーがよりよい「観客」のためのスポーツとなることを決定付けた。数年以内に、NRFUのルールはRFUのルールから分化していった。特に「ラインアウト」の廃止は重大な変更であった。その後、「ラック」がタックラーとタックルされた選手との間で争われる2人の選手によるラックが許される「プレー=ザ=ボール・ラック」に置き換えられた。「モール」はボール保持者がつかまると停止され、プレー=ザ=ボール=ラックに置き換えられた。NRFUのランカシャーとヨークシャーの競技会が1901年に合併し、「ノーザン・ラグビー・リーグ」が結成され、イングランドにおいてラグビーリーグの名称が初めて公式に使用された。
そのうちに、クラブによってプレーされるRFU版のラグビーはラグビーユニオンとして知られるようになった。

### サッカーのグローバル化
国際試合の人気が高まった20世紀の始めには、サッカーを監督する単一の団体に対する必要性が明らかとなっていた。イングランドのフットボール・アソシエーションは国際団体設置のための多くの話し合いの議長を務めたが、進展は見られなかった。その後、イングランド以外のヨーロッパの七カ国（フランス、ベルギー、デンマーク、オランダ、スペイン、スウェーデン、スイス）によって1904年5月21日にパリにおいて「Fédération Internationale de Football Association」 (FIFA) が設立された。初代会長はロベール・ゲランであった。現在もフランス語の名称および略称がフランス語圏以外の地域でも使用されている。

### 2つのラグビーの更なる分岐
ラグビーリーグのルールは、1906年に1チームの選手数が15名から13名に減ったことでラグビーユニオンから大きく分かれた。1907年、ニュージーランドのプロラグビーチームがオーストラリアおよびブリテンに遠征を行い熱狂的な反響受け、翌年にはオーストラリアにおいてプロラグビーリーグが開始された。しかし、プロの試合のルールは国ごとに異なっており、国際試合を行う度に厳密なルールの摺り合わせのための交渉が必要であった。この状況は、1948年にボルドーにおける会合でラグビーリーグ国際連盟 (RLIF) が結成されるまで続いた。
20世紀後半の間、ルールはさらに変化した。1966年、ラグビーリーグはアメリカンフットボールから「ダウン」の概念を借用した。これにより、4回以上タックルを受けるまでボールのポゼッションを維持できることとなった。タックルの最大数は後に6回まで増加し（1971年）、ラグビーリーグにおいてこれは「シックス・タックル・ルール」として知られるようになった。
1990年代初頭にフルタイムのプロ選手が誕生し、結果として試合がスピードアップすると、2チーム間の5メートルオフサイド距離が10メートルとなり、交代ルールは様々な入替ルールに取って代わられた。
ラグビーユニオンの規則もまた20世紀の間に大きく変化した。特に、「マーク」からのゴールが廃止され、「22メートル」ラインの外側からのタッチへの直接のキックが不利になり、不確定な「ラック」あるいは「モール」の後のボールの保持権を決定するための新たな規則が導入され、ラインアウトにおける選手のリフティングが合法化された。
1995年、ラグビーユニオンではプロ選手が解禁された。これによって、2種類のラグビー間の元々の対立点は無くなり、双方の団体の役員が再統合の可能性について言及することもあるが、近い将来においてそのような出来事があり得ない程に双方のルールおよび文化は異なっている。

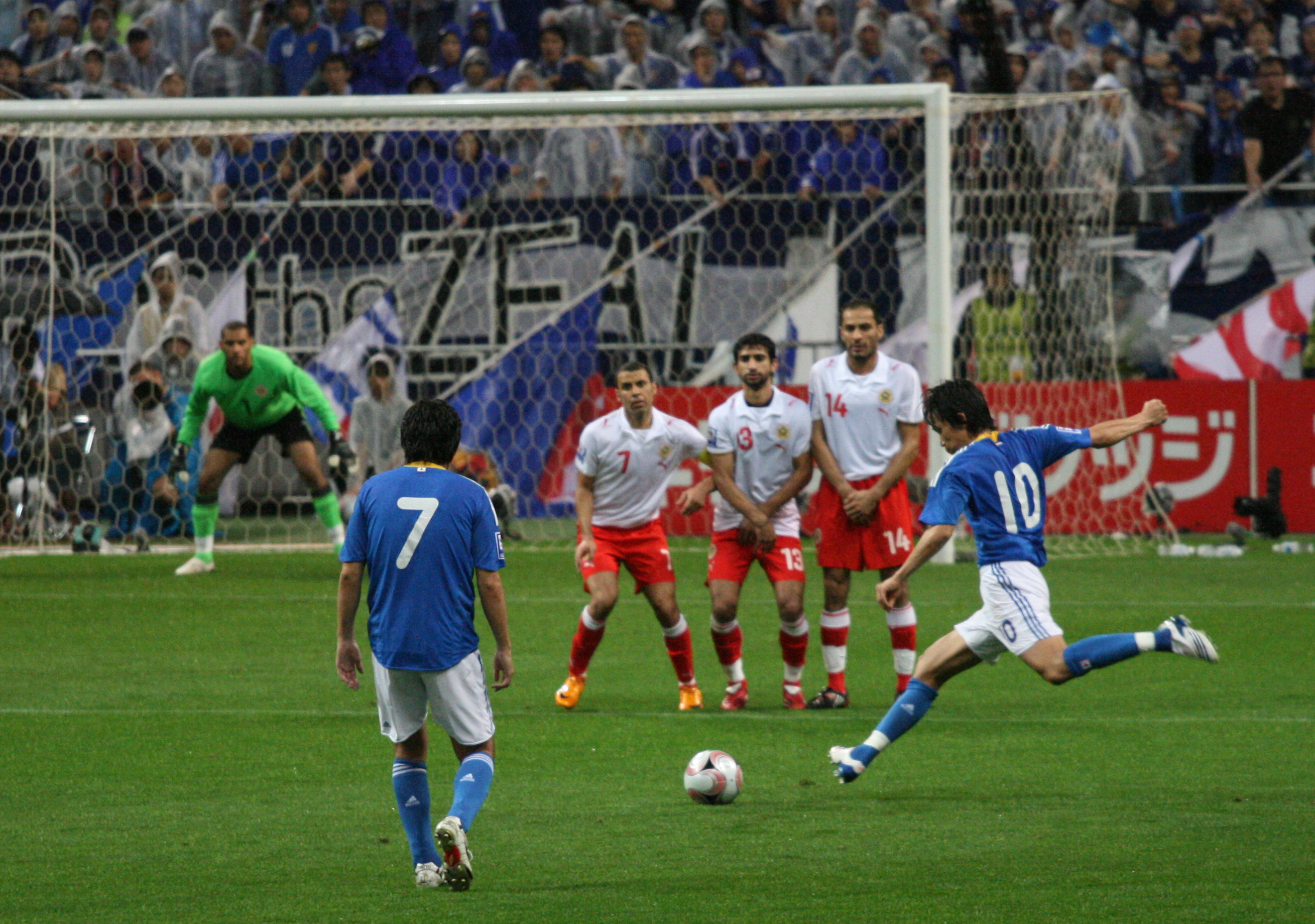
サッカーにおいて相手チームが作る「壁」に向かってフリーキックを蹴る選手。

### 分化図
|                                  |                                  |                                  |                                  |                                        |                                        |                                        |                                        |                                        |                                        |                                    |                                    |                                    |                                    |                                |                                | フットボール                                        |                                                     |                                                     |                                                     |                                                     |                                                     |                                  |                                  |                    |                    |                          |                          |                                                              |                                                              |                                                              |                                                              |                                                              |                                                              |                                    |                                    |                                    |                                    |                                    |                                    |                    |                    |  |  |  |  |  |  |  |  |  |  |  |  |  |  |  |  |  |  |  |  |  |  |  |  |
|                                  |                                  |                                  |                                  |                                        |                                        |                                        |                                        |                                        |                                        |                                    |                                    |                                    |                                    |                                |                                |                                                     |                                                     |                                                     |                                                     |                                                     |                                                     |                                  |                                  |                    |                    |                          |                          |                                                              |                                                              |                                                              |                                                              |                                                              |                                                              |                                    |                                    |                                    |                                    |                                    |                                    |                    |                    |  |  |  |  |  |  |  |  |  |  |  |  |  |  |  |  |  |  |  |  |  |  |  |  |
|                                  |                                  |                                  |                                  |                                        |                                        |                                        |                                        |                                        |                                        |                                    |                                    |                                    |                                    |                                |                                |                                                     |                                                     |                                                     |                                                     |                                                     |                                                     |                                  |                                  |                    |                    |                          |                          |                                                              |                                                              |                                                              |                                                              |                                                              |                                                              |                                    |                                    |                                    |                                    |                                    |                                    |                    |                    |  |  |  |  |  |  |  |  |  |  |  |  |  |  |  |  |  |  |  |  |  |  |  |  |
| ケンブリッジ・ルール (1848-1863) | ケンブリッジ・ルール (1848-1863) | ケンブリッジ・ルール (1848-1863) | ケンブリッジ・ルール (1848-1863) | ケンブリッジ・ルール (1848-1863)       | ケンブリッジ・ルール (1848-1863)       |                                        |                                        | シェフィールド・ルール (1857-1877)     | シェフィールド・ルール (1857-1877)     | シェフィールド・ルール (1857-1877) | シェフィールド・ルール (1857-1877) | シェフィールド・ルール (1857-1877) | シェフィールド・ルール (1857-1877) |                                |                                | ラグビー・ルール                                    | ラグビー・ルール                                    | ラグビー・ルール                                    | ラグビー・ルール                                    | ラグビー・ルール                                    | ラグビー・ルール                                    |                                  |                                  |                    |                    |                          |                          | ラグビールールおよびその他のパブリックスクールのフットボール | ラグビールールおよびその他のパブリックスクールのフットボール | ラグビールールおよびその他のパブリックスクールのフットボール | ラグビールールおよびその他のパブリックスクールのフットボール | ラグビールールおよびその他のパブリックスクールのフットボール | ラグビールールおよびその他のパブリックスクールのフットボール |                                    |                                    |                                    |                                    |                                    |                                    |                    |                    |  |  |  |  |  |  |  |  |  |  |  |  |  |  |  |  |  |  |  |  |  |  |  |  |
| ケンブリッジ・ルール (1848-1863) | ケンブリッジ・ルール (1848-1863) | ケンブリッジ・ルール (1848-1863) | ケンブリッジ・ルール (1848-1863) | ケンブリッジ・ルール (1848-1863)       | ケンブリッジ・ルール (1848-1863)       |                                        |                                        | シェフィールド・ルール (1857-1877)     | シェフィールド・ルール (1857-1877)     | シェフィールド・ルール (1857-1877) | シェフィールド・ルール (1857-1877) | シェフィールド・ルール (1857-1877) | シェフィールド・ルール (1857-1877) |                                |                                | ラグビー・ルール                                    | ラグビー・ルール                                    | ラグビー・ルール                                    | ラグビー・ルール                                    | ラグビー・ルール                                    | ラグビー・ルール                                    |                                  |                                  |                    |                    |                          |                          | ラグビールールおよびその他のパブリックスクールのフットボール | ラグビールールおよびその他のパブリックスクールのフットボール | ラグビールールおよびその他のパブリックスクールのフットボール | ラグビールールおよびその他のパブリックスクールのフットボール | ラグビールールおよびその他のパブリックスクールのフットボール | ラグビールールおよびその他のパブリックスクールのフットボール |                                    |                                    |                                    |                                    |                                    |                                    |                    |                    |  |  |  |  |  |  |  |  |  |  |  |  |  |  |  |  |  |  |  |  |  |  |  |  |
|                                  |                                  |                                  |                                  |                                        |                                        |                                        |                                        |                                        |                                        |                                    |                                    |                                    |                                    |                                |                                |                                                     |                                                     |                                                     |                                                     |                                                     |                                                     |                                  |                                  |                    |                    |                          |                          |                                                              |                                                              |                                                              |                                                              |                                                              |                                                              |                                    |                                    |                                    |                                    |                                    |                                    |                    |                    |  |  |  |  |  |  |  |  |  |  |  |  |  |  |  |  |  |  |  |  |  |  |  |  |
|                                  |                                  |                                  |                                  | アソシエーション・フットボール (1863-) | アソシエーション・フットボール (1863-) | アソシエーション・フットボール (1863-) | アソシエーション・フットボール (1863-) | アソシエーション・フットボール (1863-) | アソシエーション・フットボール (1863-) |                                    |                                    |                                    |                                    |                                |                                |                                                     |                                                     |                                                     |                                                     |                                                     |                                                     |                                  |                                  |                    |                    |                          |                          | オーストラリアン・ルール(1859-)                              | オーストラリアン・ルール(1859-)                              | オーストラリアン・ルール(1859-)                              | オーストラリアン・ルール(1859-)                              | オーストラリアン・ルール(1859-)                              | オーストラリアン・ルール(1859-)                              |                                    |                                    | ゲーリック (1887-)                 | ゲーリック (1887-)                 | ゲーリック (1887-)                 | ゲーリック (1887-)                 | ゲーリック (1887-) | ゲーリック (1887-) |  |  |  |  |  |  |  |  |  |  |  |  |  |  |  |  |  |  |  |  |  |  |  |  |
|                                  |                                  |                                  |                                  | アソシエーション・フットボール (1863-) | アソシエーション・フットボール (1863-) | アソシエーション・フットボール (1863-) | アソシエーション・フットボール (1863-) | アソシエーション・フットボール (1863-) | アソシエーション・フットボール (1863-) |                                    |                                    |                                    |                                    |                                |                                |                                                     |                                                     |                                                     |                                                     |                                                     |                                                     |                                  |                                  |                    |                    |                          |                          | オーストラリアン・ルール(1859-)                              | オーストラリアン・ルール(1859-)                              | オーストラリアン・ルール(1859-)                              | オーストラリアン・ルール(1859-)                              | オーストラリアン・ルール(1859-)                              | オーストラリアン・ルール(1859-)                              |                                    |                                    | ゲーリック (1887-)                 | ゲーリック (1887-)                 | ゲーリック (1887-)                 | ゲーリック (1887-)                 | ゲーリック (1887-) | ゲーリック (1887-) |  |  |  |  |  |  |  |  |  |  |  |  |  |  |  |  |  |  |  |  |  |  |  |  |
|                                  |                                  |                                  |                                  |                                        |                                        |                                        |                                        |                                        |                                        |                                    |                                    |                                    |                                    |                                |                                |                                                     |                                                     |                                                     |                                                     |                                                     |                                                     |                                  |                                  |                    |                    |                          |                          |                                                              |                                                              |                                                              |                                                              |                                                              |                                                              |                                    |                                    |                                    |                                    |                                    |                                    |                    |                    |  |  |  |  |  |  |  |  |  |  |  |  |  |  |  |  |  |  |  |  |  |  |  |  |
|                                  |                                  |                                  |                                  |                                        |                                        |                                        |                                        |                                        |                                        |                                    |                                    |                                    |                                    |                                |                                |                                                     |                                                     |                                                     |                                                     |                                                     |                                                     |                                  |                                  |                    |                    |                          |                          |                                                              |                                                              |                                                              |                                                              |                                                              |                                                              |                                    |                                    |                                    |                                    |                                    |                                    |                    |                    |  |  |  |  |  |  |  |  |  |  |  |  |  |  |  |  |  |  |  |  |  |  |  |  |
|                                  |                                  |                                  |                                  |                                        |                                        |                                        |                                        |                                        |                                        | ラグビーユニオン（部分修正版）     | ラグビーユニオン（部分修正版）     | ラグビーユニオン（部分修正版）     | ラグビーユニオン（部分修正版）     | ラグビーユニオン（部分修正版） | ラグビーユニオン（部分修正版） |                                                     |                                                     | バーンサイド・ルール                                | バーンサイド・ルール                                | バーンサイド・ルール                                | バーンサイド・ルール                                | バーンサイド・ルール             | バーンサイド・ルール             |                    |                    | ラグビーユニオン (1871-) | ラグビーユニオン (1871-) | ラグビーユニオン (1871-)                                     | ラグビーユニオン (1871-)                                     | ラグビーユニオン (1871-)                                     | ラグビーユニオン (1871-)                                     |                                                              |                                                              | インターナショナル・ルール (1967-) | インターナショナル・ルール (1967-) | インターナショナル・ルール (1967-) | インターナショナル・ルール (1967-) | インターナショナル・ルール (1967-) | インターナショナル・ルール (1967-) |                    |                    |  |  |  |  |  |  |  |  |  |  |  |  |  |  |  |  |  |  |  |  |  |  |  |  |
|                                  |                                  |                                  |                                  |                                        |                                        |                                        |                                        |                                        |                                        | ラグビーユニオン（部分修正版）     | ラグビーユニオン（部分修正版）     | ラグビーユニオン（部分修正版）     | ラグビーユニオン（部分修正版）     | ラグビーユニオン（部分修正版） | ラグビーユニオン（部分修正版） |                                                     |                                                     | バーンサイド・ルール                                | バーンサイド・ルール                                | バーンサイド・ルール                                | バーンサイド・ルール                                | バーンサイド・ルール             | バーンサイド・ルール             |                    |                    | ラグビーユニオン (1871-) | ラグビーユニオン (1871-) | ラグビーユニオン (1871-)                                     | ラグビーユニオン (1871-)                                     | ラグビーユニオン (1871-)                                     | ラグビーユニオン (1871-)                                     |                                                              |                                                              | インターナショナル・ルール (1967-) | インターナショナル・ルール (1967-) | インターナショナル・ルール (1967-) | インターナショナル・ルール (1967-) | インターナショナル・ルール (1967-) | インターナショナル・ルール (1967-) |                    |                    |  |  |  |  |  |  |  |  |  |  |  |  |  |  |  |  |  |  |  |  |  |  |  |  |
|                                  |                                  |                                  |                                  |                                        |                                        |                                        |                                        |                                        |                                        |                                    |                                    |                                    |                                    |                                |                                |                                                     |                                                     |                                                     |                                                     |                                                     |                                                     |                                  |                                  |                    |                    |                          |                          |                                                              |                                                              |                                                              |                                                              |                                                              |                                                              |                                    |                                    |                                    |                                    |                                    |                                    |                    |                    |  |  |  |  |  |  |  |  |  |  |  |  |  |  |  |  |  |  |  |  |  |  |  |  |
|                                  |                                  |                                  |                                  |                                        |                                        |                                        |                                        |                                        |                                        | アメリカンフットボール (1869-)     | アメリカンフットボール (1869-)     | アメリカンフットボール (1869-)     | アメリカンフットボール (1869-)     | アメリカンフットボール (1869-) | アメリカンフットボール (1869-) |                                                     |                                                     | カナディアンフットボール (1861-)                    | カナディアンフットボール (1861-)                    | カナディアンフットボール (1861-)                    | カナディアンフットボール (1861-)                    | カナディアンフットボール (1861-) | カナディアンフットボール (1861-) |                    |                    | ラグビーセブンズ (1883-) | ラグビーセブンズ (1883-) | ラグビーセブンズ (1883-)                                     | ラグビーセブンズ (1883-)                                     | ラグビーセブンズ (1883-)                                     | ラグビーセブンズ (1883-)                                     |                                                              |                                                              | ラグビーリーグ (1895-)             | ラグビーリーグ (1895-)             | ラグビーリーグ (1895-)             | ラグビーリーグ (1895-)             | ラグビーリーグ (1895-)             | ラグビーリーグ (1895-)             |                    |                    |  |  |  |  |  |  |  |  |  |  |  |  |  |  |  |  |  |  |  |  |  |  |  |  |
|                                  |                                  |                                  |                                  |                                        |                                        |                                        |                                        |                                        |                                        | アメリカンフットボール (1869-)     | アメリカンフットボール (1869-)     | アメリカンフットボール (1869-)     | アメリカンフットボール (1869-)     | アメリカンフットボール (1869-) | アメリカンフットボール (1869-) |                                                     |                                                     | カナディアンフットボール (1861-)                    | カナディアンフットボール (1861-)                    | カナディアンフットボール (1861-)                    | カナディアンフットボール (1861-)                    | カナディアンフットボール (1861-) | カナディアンフットボール (1861-) |                    |                    | ラグビーセブンズ (1883-) | ラグビーセブンズ (1883-) | ラグビーセブンズ (1883-)                                     | ラグビーセブンズ (1883-)                                     | ラグビーセブンズ (1883-)                                     | ラグビーセブンズ (1883-)                                     |                                                              |                                                              | ラグビーリーグ (1895-)             | ラグビーリーグ (1895-)             | ラグビーリーグ (1895-)             | ラグビーリーグ (1895-)             | ラグビーリーグ (1895-)             | ラグビーリーグ (1895-)             |                    |                    |  |  |  |  |  |  |  |  |  |  |  |  |  |  |  |  |  |  |  |  |  |  |  |  |
|                                  |                                  |                                  |                                  |                                        |                                        |                                        |                                        |                                        |                                        |                                    |                                    |                                    |                                    |                                |                                |                                                     |                                                     | フラッグ・フットボール (カナディアン)               |                                                     |                                                     |                                                     |                                  |                                  |                    |                    |                          |                          |                                                              |                                                              |                                                              |                                                              |                                                              |                                                              |                                    |                                    |                                    |                                    |                                    |                                    |                    |                    |  |  |  |  |  |  |  |  |  |  |  |  |  |  |  |  |  |  |  |  |  |  |  |  |
|                                  |                                  |                                  |                                  |                                        |                                        |                                        |                                        |                                        |                                        |                                    |                                    |                                    |                                    |                                |                                |                                                     |                                                     |                                                     |                                                     |                                                     |                                                     |                                  |                                  |                    |                    |                          |                          |                                                              |                                                              |                                                              |                                                              |                                                              |                                                              |                                    |                                    |                                    |                                    |                                    |                                    |                    |                    |  |  |  |  |  |  |  |  |  |  |  |  |  |  |  |  |  |  |  |  |  |  |  |  |
|                                  |                                  |                                  |                                  |                                        |                                        |                                        |                                        |                                        |                                        |                                    |                                    |                                    |                                    |                                |                                |                                                     |                                                     |                                                     |                                                     |                                                     |                                                     |                                  |                                  |                    |                    |                          |                          |                                                              |                                                              |                                                              |                                                              |                                                              |                                                              |                                    |                                    |                                    |                                    |                                    |                                    |                    |                    |  |  |  |  |  |  |  |  |  |  |  |  |  |  |  |  |  |  |  |  |  |  |  |  |
|                                  |                                  |                                  |                                  |                                        |                                        |                                        |                                        | フラッグ・フットボール                 | フラッグ・フットボール                 | フラッグ・フットボール             | フラッグ・フットボール             | フラッグ・フットボール             | フラッグ・フットボール             |                                |                                | アリーナフットボール (1987-)                        | アリーナフットボール (1987-)                        | アリーナフットボール (1987-)                        | アリーナフットボール (1987-)                        | アリーナフットボール (1987-)                        | アリーナフットボール (1987-)                        |                                  |                                  |                    |                    |                          |                          |                                                              |                                                              |                                                              |                                                              |                                                              |                                                              |                                    |                                    |                                    |                                    |                                    |                                    |                    |                    |  |  |  |  |  |  |  |  |  |  |  |  |  |  |  |  |  |  |  |  |  |  |  |  |
|                                  |                                  |                                  |                                  |                                        |                                        |                                        |                                        | フラッグ・フットボール                 | フラッグ・フットボール                 | フラッグ・フットボール             | フラッグ・フットボール             | フラッグ・フットボール             | フラッグ・フットボール             |                                |                                | アリーナフットボール (1987-)                        | アリーナフットボール (1987-)                        | アリーナフットボール (1987-)                        | アリーナフットボール (1987-)                        | アリーナフットボール (1987-)                        | アリーナフットボール (1987-)                        |                                  |                                  |                    |                    |                          |                          |                                                              |                                                              |                                                              |                                                              |                                                              |                                                              |                                    |                                    |                                    |                                    |                                    |                                    |                    |                    |  |  |  |  |  |  |  |  |  |  |  |  |  |  |  |  |  |  |  |  |  |  |  |  |
|                                  |                                  |                                  |                                  |                                        |                                        |                                        |                                        |                                        |                                        |                                    |                                    |                                    |                                    |                                |                                |                                                     |                                                     |                                                     |                                                     |                                                     |                                                     |                                  |                                  |                    |                    |                          |                          |                                                              |                                                              |                                                              |                                                              |                                                              |                                                              |                                    |                                    |                                    |                                    |                                    |                                    |                    |                    |  |  |  |  |  |  |  |  |  |  |  |  |  |  |  |  |  |  |  |  |  |  |  |  |
| フットサル (1930-)               | フットサル (1930-)               | フットサル (1930-)               | フットサル (1930-)               | フットサル (1930-)                     | フットサル (1930-)                     |                                        |                                        |                                        |                                        |                                    |                                    |                                    |                                    |                                |                                |                                                     |                                                     | ラグビーリーグナインズ                              | ラグビーリーグナインズ                              | ラグビーリーグナインズ                              | ラグビーリーグナインズ                              | ラグビーリーグナインズ           | ラグビーリーグナインズ           |                    |                    | ラグビーリーグセブンズ   | ラグビーリーグセブンズ   | ラグビーリーグセブンズ                                       | ラグビーリーグセブンズ                                       | ラグビーリーグセブンズ                                       | ラグビーリーグセブンズ                                       |                                                              |                                                              | タッチラグビー                     | タッチラグビー                     | タッチラグビー                     | タッチラグビー                     | タッチラグビー                     | タッチラグビー                     |                    |                    |  |  |  |  |  |  |  |  |  |  |  |  |  |  |  |  |  |  |  |  |  |  |  |  |
| フットサル (1930-)               | フットサル (1930-)               | フットサル (1930-)               | フットサル (1930-)               | フットサル (1930-)                     | フットサル (1930-)                     |                                        |                                        |                                        |                                        |                                    |                                    |                                    |                                    |                                |                                |                                                     |                                                     | ラグビーリーグナインズ                              | ラグビーリーグナインズ                              | ラグビーリーグナインズ                              | ラグビーリーグナインズ                              | ラグビーリーグナインズ           | ラグビーリーグナインズ           |                    |                    | ラグビーリーグセブンズ   | ラグビーリーグセブンズ   | ラグビーリーグセブンズ                                       | ラグビーリーグセブンズ                                       | ラグビーリーグセブンズ                                       | ラグビーリーグセブンズ                                       |                                                              |                                                              | タッチラグビー                     | タッチラグビー                     | タッチラグビー                     | タッチラグビー                     | タッチラグビー                     | タッチラグビー                     |                    |                    |  |  |  |  |  |  |  |  |  |  |  |  |  |  |  |  |  |  |  |  |  |  |  |  |
|                                  |                                  |                                  |                                  |                                        |                                        |                                        |                                        |                                        |                                        |                                    |                                    |                                    |                                    |                                |                                |                                                     |                                                     |                                                     |                                                     |                                                     |                                                     |                                  |                                  |                    |                    |                          |                          |                                                              |                                                              |                                                              |                                                              |                                                              |                                                              |                                    |                                    |                                    |                                    |                                    |                                    |                    |                    |  |  |  |  |  |  |  |  |  |  |  |  |  |  |  |  |  |  |  |  |  |  |  |  |
| ビーチサッカー (1992-)           | ビーチサッカー (1992-)           | ビーチサッカー (1992-)           | ビーチサッカー (1992-)           | ビーチサッカー (1992-)                 | ビーチサッカー (1992-)                 |                                        |                                        | 室内サッカー                           | 室内サッカー                           | 室内サッカー                       | 室内サッカー                       | 室内サッカー                       | 室内サッカー                       |                                |                                | パラリンピックサッカー（7人制、ブラインドサッカー） | パラリンピックサッカー（7人制、ブラインドサッカー） | パラリンピックサッカー（7人制、ブラインドサッカー） | パラリンピックサッカー（7人制、ブラインドサッカー） | パラリンピックサッカー（7人制、ブラインドサッカー） | パラリンピックサッカー（7人制、ブラインドサッカー） |                                  |                                  | ストリートサッカー | ストリートサッカー | ストリートサッカー       | ストリートサッカー       | ストリートサッカー                                           | ストリートサッカー                                           |                                                              |                                                              |                                                              |                                                              |                                    |                                    |                                    |                                    |                                    |                                    |                    |                    |  |  |  |  |  |  |  |  |  |  |  |  |  |  |  |  |  |  |  |  |  |  |  |  |

## 現在のフットボール競技とその派生競技
|                           | 手の使用 | 前方へ投げる | 前方へ落とす |
| サッカー                  | 不可     | -            | -            |
| インドア・サッカー        | 不可     | -            | -            |
| フットサル                | 不可     | -            | -            |
| ラグビー                  | 可       | 不可         | 不可         |
| タッチ フットボール       | 可       | 不可         | 不可         |
| ゲーリック フットボール   | 可       | 不可         | 可           |
| オージー フットボール     | 可       | 不可         | 可           |
| アメリカン フットボール   | 可       | 可           | 可           |
| カナディアン フットボール | 可       | 可           | 可           |
| スーパー フットボール     | 可       | 可           | ？           |

### サッカーおよびその派生競技

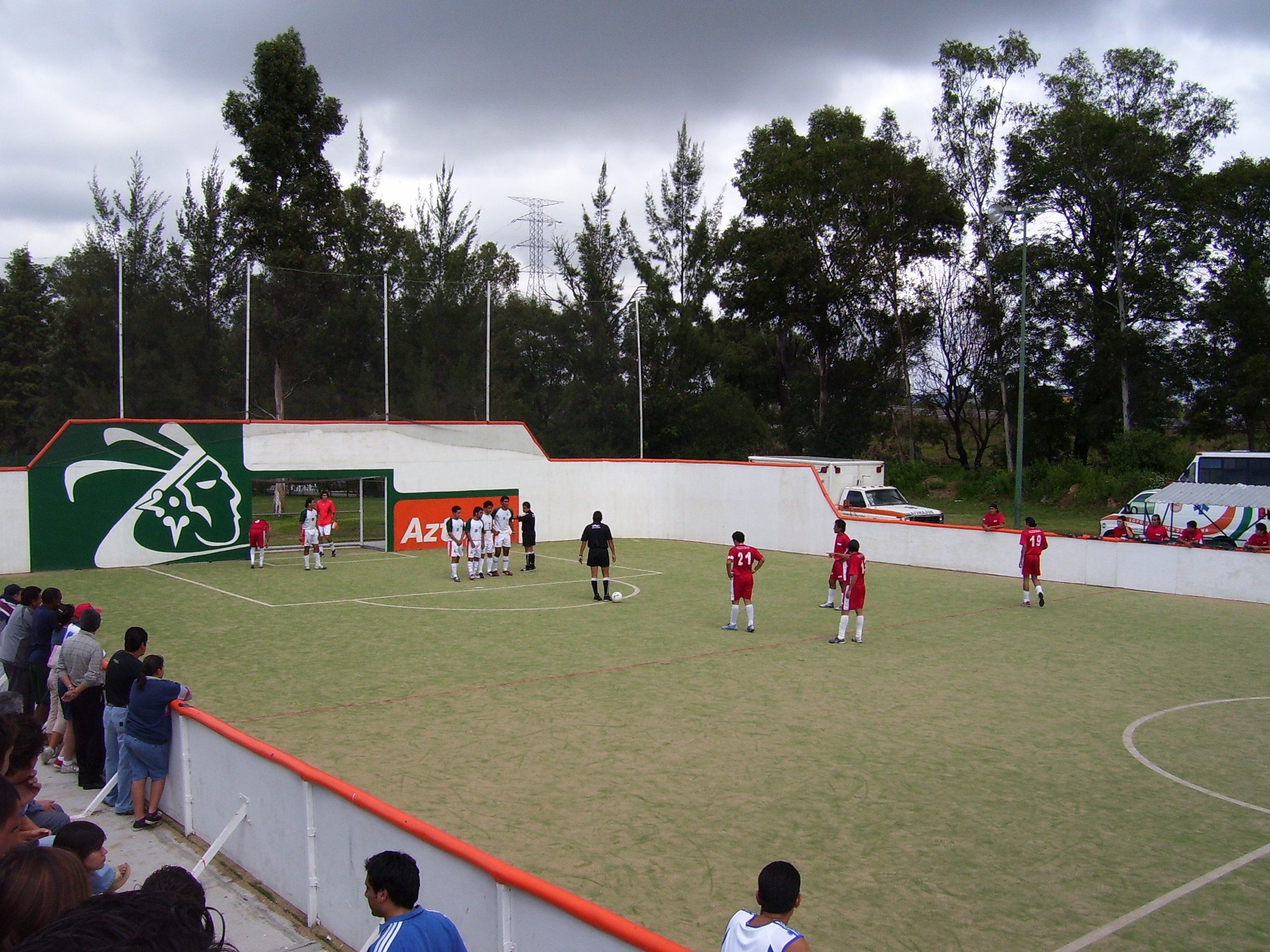
メキシコの屋外で行われているインドアサッカーの試合。審判が赤チームにフリーキックを与えている。

球場のサイズの比較

アソシエーション・フットボール。フットボール、サッカー、フッティーとしても知られている。
- フットボールのインドア/バスケットボールコートを用いる派生競技:
  - 5人制サッカー — 以下のような様々なルールの下、世界中でプレーされている:
    - フチボウ・デ・サロン
    - フットサル — FIFA公認の5人制屋内競技
    - ミニヴットバル — 東および西フランドル地方で非常に人気のある5人制屋内競技
    - パピ・フット — 中央アメリカにおいて屋外バスケットボールコートでプレーされる5人制競技

  - インドアサッカー — 6人制屋内競技。屋外でプレーされることの多いラテンアメリカではfútbol rápidoとして知られている
  - 　マスターズ・フットボール — 35歳以上のプロ選手による6人制の大会。
- 障害者サッカー（パラリンピック・サッカー） — 障害を持つアスリートのために考案されたサッカー[102]
  - アンプティサッカー — 切断者アスリートのため
  - CPサッカー — 軽度の脳性麻痺アスリートのため
  - ソーシャルフットボール — 精神障害を持つアスリートのため
  - 知的障害者サッカー — 知的障害を持つアスリートのため
  - 電動車椅子サッカー
  - ブラインドサッカー — 視覚障害を持つアスリートのため
  - ろう者サッカー（デフサッカー） — 聴覚障害を持つアスリートのため
- ビーチサッカー — 砂の上でプレーするサッカー
- ストリートサッカー
- ラッシュ・ゴーリー（英語版） — ゴールキーパーの役割が通常よりも柔軟なサッカーの変種
- ヘッダー・アンド・ボレー — 頭とボレーでのみ得点することを目的とする
- カニサッカー（英語版） Crab soccer — 選手は背中を地面に向けて両手足で立ち、通常のようにサッカーを行う
- スワンプ・サッカー — 泥んこサッカーとも呼ばれる
- ジョーキーボール（英語版）
- バブルサッカー
- ラッシュボール

また、モータースポーツ版サッカーも存在する。

### ラグビー校のフットボールおよびその子孫
- ラグビーフットボール
  - ラグビーユニオン
    - ミニラグビー - 子供向け競技
    - 7人制ラグビーラグビーセブンズ; フィジー v クック諸島（2006年コモンウェルスゲームズ、メルボルン）
    - ラグビー・テンズ - 10人制

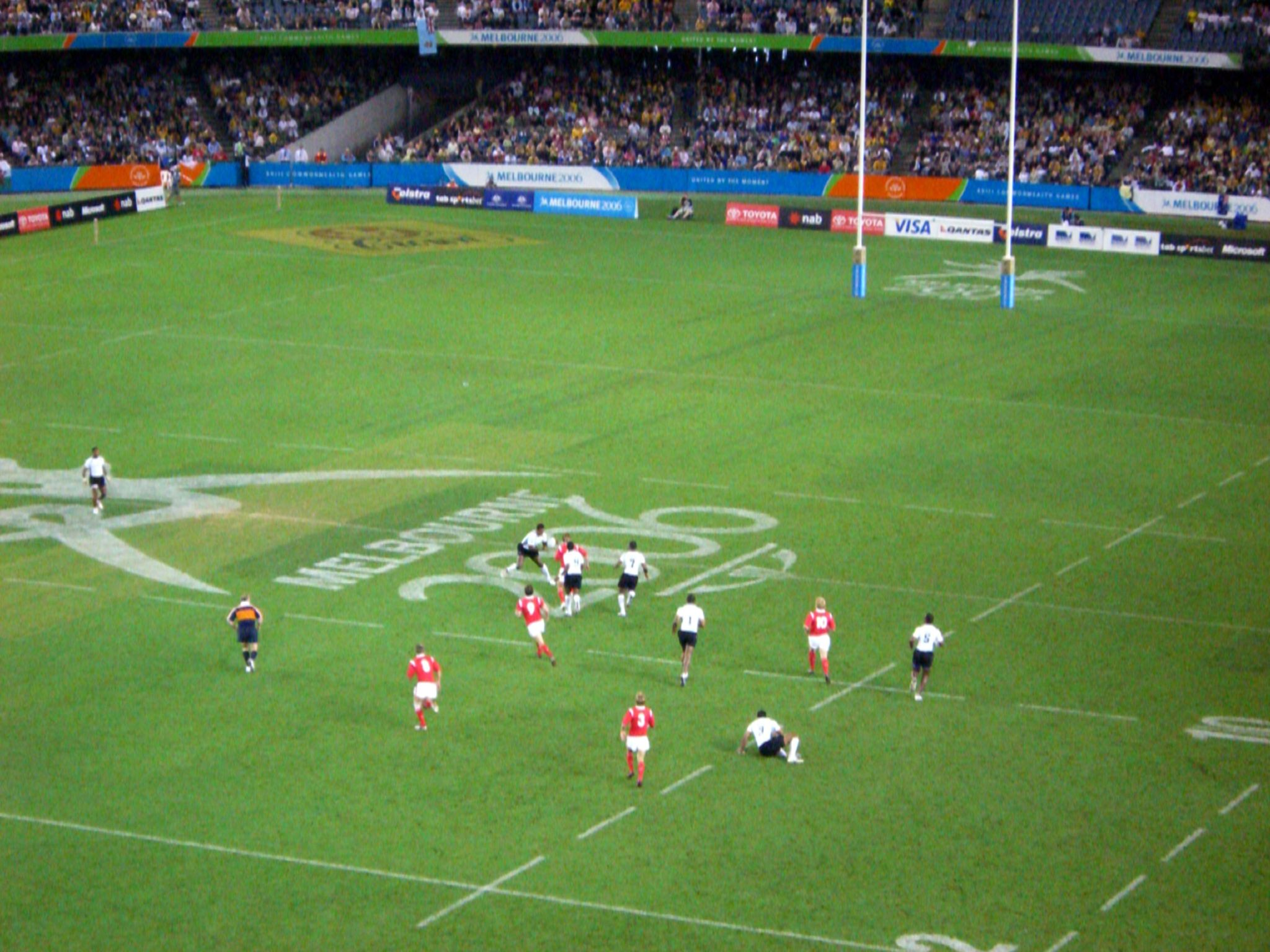
ラグビーセブンズ; フィジー v クック諸島（2006年コモンウェルスゲームズ、メルボルン）

  - ラグビーリーグ — しばしば単に「リーグ」と呼ばれ、オーストラリアのニューサウスウェールズ州およびクイーンズランド州では単純に「フットボール」あるいは「フッティー」として知られている。
    - ラグビーリーグセブンズ
    - ラグビーリーグナインズ

  - ビーチラグビー — 砂の上で行われるラグビー
  - タッチラグビー — タックルを排除したラグビーフットボールの一般名。
  - タグラグビー — 接触を排除したラグビーで、マジックテープをはがすことがタックルを示す
- グリッドアイアン・フットボール（英語版）
  - アメリカンフットボール — アメリカ合衆国とカナダでは「フットボール」、オーストラリアとニュージーランドでは「グリッドアイアン」と呼ばれる。タッチフットボールと区別するために「タックル・フットボール」と呼ばれることがある。
    - 9人制アメリカンフットボール、8人制アメリカンフットボール、6人制アメリカンフットボール — 11名のフィールド選手を揃えることができない小規模な高校で主にプレーされる。
    - ストリートフットボール
    - タッチ・フットボール

  - カナディアンフットボール — カナダでは単純に「フットボール」と呼ばれる。カナダにおいて「フットボール」がカナディアンフットボールとアメリカンフットボールのどちらを意味するかは文脈に依存する。
  - フラッグフットボール
  - インドアフットボール、アリーナフットボール

### アイルランドおよびオーストラリアのフットボール

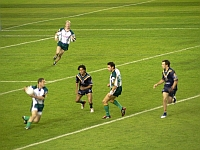
ドックランズ・スタジアム（メルボルン）で行われたオーストラリとアイルランドの2005インターナショナル・ルールズ・シリーズにおけるテストマッチ。

これらのルール体系は共通してオフサイドルールがなく、ボールを持って走る間にボールをバウンドあるいはトーキックする必要があり、スローイングではなくパンチングあるいはタッピングによってハンドパスが行われる。
- オーストラリアン・ルールズ・フットボール — 公式には「オーストラリアン・フットボール」として、非公式には「フットボール」、「フッティー」、「オージールールズ」として知られている。一部の地域では統括団体ならびに競技大会の名称であるAFLと呼ばれる。日本語ではオージーフットボールとして知られている。
  - オズキック — 小さな子供の向けに考案されたオージーフットボール
  - メトロ・フッティー — 北米の都市においてグリッドアイアンの競技場を使用するためにUSAFLによって考案されたバージョン
  - キック=トゥー=キック – 非公式バージョン
  - ナイン・ア・サイド・フッティー — 9人制オーストラリアンルールズ。
  - レック・フッティー — 「レクリエーショナル・フットボール」。AFLによって作られた接触を排したオーストラリアン・ルールズで、タックルをタグで置き換える。
  - タッチ・オージー・ルールズ — イギリスでのみプレーされているオーストラリアン・ルールズの非接触版
  - サモア・ルールズ — ラグビーフットボールの競技場を使用するなど、サモアの状況に適応したルール。
  - マスターズ・オーストラリアン・フットボール（スーパールールズ） — 35歳以上の選手のための大会のために導入された接触を減らしたルール。
  - 女子オーストラリアン・ルールズ・フットボール — 女子の大会のために接触を減らし、より小さなボールを使用する。
- ゲーリックフットボール — アイルランドで主にプレーされる。一般に「フットボール」あるいは「ゲーリック」と呼ばれる。
  - 女子ゲーリックフットボール
- インターナショナル・ルールズ・フットボール — ゲーリックフットボールとオーストラリアン・ルールズの選手が共にプレーするためにルール体系

### 現存する中世の球技

#### イギリス
- ハクシー・フッド — リンカンシャー、ハクシーにおいて公現祭に行われる。
- シュローブチューズデーゲームズ
  - スコアリング・ザ・ヘイルズ（ノーサンバーランド、アニック）
  - ロイヤル・シュローブタイド・フットボール（ダービーシャー、アッシュボーン）
  - シュローブタイド・ボール・ゲーム（ウォリックシャー、アザーストーン）
  - パーベック・マーブラーズのシュローブ・チューズデー・フットボール・セレモニー（ドーセット、コーフキャッスル）
  - ハーリング・ザ・シルバー・ボール（コーンウォール、セント・コロンブ・メジャー）
  - ボール・ゲーム（ダラム、セジフィールド）
- スコットランドの以下の地域では、クリスマスおよびホグマネイ頃のバ・ゲームは今でも人気がある。
  - ベリックシャー、ダンス (スコットランド)
  - パースシャー、スクーン
  - オークニー諸島、カークウォール

#### イギリス外
- カルチョ・フィオレンティノ — 16世紀のフィレンツェで行われていたルネッサンス期のフットボールを現代に復興したもの

### 現存するイギリスのパブリックスクールのフットボール

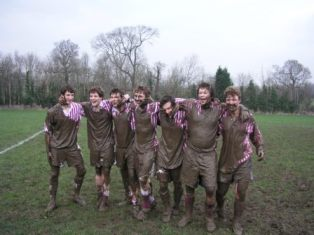
試合後のハロウ・フットボールの選手。

イギリスのパブリックスクールでは今でも以下のフットボールが行われている。
- イートン・フィールド・ゲーム
- イートン・ウォール・ゲーム
- ハロウ・フットボール
- ウィンチェスター・カレッジ・フットボール

### 近年考案された競技
- キーピー・アッピー — 足、脛、胸、肩、頭を使ってボールをジャグリングするパフォーマンス
  - フットバッグ
- フリースタイルフットボール

#### FAのルールを基にした競技
- Cubbies
- Three sided football
- Triskelion

#### ラグビーを基にした競技
- Force ’em backs

#### 混成競技
- オースタス
  - 第二次世界大戦中にメルボルンで考案されたオーストラリアン・ルールズとアメリカンフットボールの折衷ルール
- ボサボール
  - サッカーとバレーボールと体操を混合したスポーツ。インフレータブルやトランポリン上でプレーされる。
- フットバレー
  - サッカーとビーチバレーを混合したもの。
- サッカーテニス
  - サッカーとテニスを混合したもの。
- キックベースボール
  - 1942年頃にアメリカ合衆国で考案されたサッカーと野球の混成競技。
- スピードボール
  - アメリカンフットボールとサッカーとバスケットボールを混合したもの。1912年にアメリカ合衆国で考案された。
- ユニバーサル・フットボール
  - オーストラリアン・ルールズとラグビーリーグの混成競技。1933年にシドニーで実験的に行われた[103]。
- ヴォラータ
  - サッカーおよびハンドボールに似た競技。1920年代にイタリアのファシスト党書記長アウグスト・トゥラーティによって考案された。
- ウィルチェアーラグビー
  - マーダーボール（殺人ボール）としても知られている。1977年にカナダで考案された。ラグビーよりもアイスホッケーとバスケットボールを基にしている。
- フットゴルフ
  - ゴルフクラブとゴルフボールの代わりに足とサッカーボールで競うゴルフ

### 卓上競技およびその他の遊戯

#### サッカーを基にしたもの
- スッブテオ
- ブロー・フットボール
- テーブル・フットボール — フーズボール、テーブルサッカーとしても知られている。
- ファンタジー・フットボール
- ボタン・フットボール
- ペニー・フットボール
- FIFAシリーズ
- ウイニングイレブン
- マリオストライカーズ
- サッカー盤 - エポック社の玩具、同社の野球盤のようなもの

#### アメリカンフットボールを基にしたもの
- ペーパー・フットボール
- ブラッド・ボウル
- ファンタジー・フットボール (アメリカンフットボール)
- マッデンNFL

#### オーストラリアン・ルールズを基にしたもの
- AFL (テレビゲーム)

#### ラグビーリーグを基にしたもの
- Rugby Leagueシリーズ
- Australian Rugby League

## スポーツ以外の用例
スポーツ以外では、あらゆる種類の核攻撃を発動できる核兵器発射コード等の重要な軍事機密が収納されているブリーフケースのことを俗に「核のフットボール」と呼ぶことがある。これは初期の核攻撃計画のコードネームが「ドロップキック」で有ることに由来する。主に映画等でアメリカ合衆国大統領がフットボールと呼ばれるブリーフケースを常に携帯している描写があるが、現実の米国大統領が常に携行しているかは不明である。ただ、2009年1月に米放送局のABC Newsは、バラク・オバマ大統領が、宣誓式の際軍事機密引継ぎ会議内で、核のフットボールを引き継いだという報道をした。